# Noisy-le-Sec
Pour les articles homonymes, voir Noisy.
Noisy-le-Sec est une commune française située dans le département de la Seine-Saint-Denis, en région Île-de-France. Ses habitants sont appelés les Noiséens.
La commune a été la cible d'une importante attaque aérienne alliée pendant la Seconde Guerre mondiale qui la détruisit en quasi-totalité pendant la nuit du 18 avril au 19 avril 1944, faisant de nombreuses victimes. La reconstruction a duré plusieurs décennies.

## Géographie

### Localisation, superficie et territoires limitrophes
La ville de Noisy-le-Sec se situe dans le département de la Seine-Saint-Denis, à environ 3 km de la Porte des Lilas par le point le plus à l'ouest, à 5 km de la ville de Paris par la route (via la route nationale 3 et les départementales 40 et 116), et à 9 km de la gare de Paris-Est par la ligne E du réseau express régional. Le territoire communal s'étend sur une surface de 5,1 km2.

Localisation de la ville de Noisy-le-Sec. Carte de la ville de Paris et des départements de la petite couronne.

#### Territoires limitrophes
Noisy-le-Sec côtoie cinq communes limitrophes que sont : Bobigny, Bondy, Rosny-sous-Bois, Montreuil et Romainville.
| Bobigny     | Bobigny      | Bondy           |
| Romainville | Noisy-le-Sec | Bondy           |
| Romainville | Montreuil    | Rosny-sous-Bois |

### Géologie, topographie et hydrographie
Le territoire noiséen s'est développé à partir des versants du plateau de Romainville jusqu'au canal de l'Ourcq (à 4 km de la porte de Pantin).
La commune comprend une partie de son territoire, située au sud et à l'ouest (délimitée au nord et à l'ouest par la route départementale 116), se caractérisant par une physionomie inclinée ; localisée sur le versant nord du plateau de Romainville. Tandis qu'une deuxième partie, située au nord (jusqu'au canal de l'Ourcq) et à l'est, se caractérise par une physionomie plane.
Si, autrefois, un ruisseau prenait naissance au Goulet (l'ancien chemin du Goulet reliait la place du Carrouge, actuelle place Jeanne-d'Arc, à l'église Saint-Germain-l'Auxerrois de Romainville), aucun cours d'eau naturel n'arrose plus Noisy-le-Sec.
Les travaux du canal de l'Ourcq furent entrepris en 1805 et la navigation fut ouverte en août 1813 entre Paris et Claye-Souilly. Le canal est propriété de la Ville de Paris depuis 1876 et traverse la commune sur 1 226 mètres. L’aqueduc de la Dhuis traverse la commune dans sa partie sud. Cet ouvrage a été construit par la Ville de Paris en 1862, pour la dérivation des sources situées dans les vallées de la Dhuis, du Verdon, du Surmelin, etc.
Une fontaine s'élevait au XIXe siècle sur la place Jeanne d’Arc, près de la mairie, au milieu d’un refuge carré, avec un cippe circulaire en pierre, décoré, à sa base, d’un mufle de lion par lequel l’eau s’échappait. Des inscriptions rappelaient que la fontaine avait été érigée en 1849, sur les dessins de M. l’architecte Lequeux, M. Berger étant préfet de la Seine et M. Durin, maire de Noisy-le-Sec. Une statue de Jeanne d'Arc en bronze ornera la fontaine en 1910.

### Axes de communication et transports

#### Transports routier, ferré et urbain
Avec les autoroutes A86 et A3, ainsi que la N 3 qui mène à Paris (porte de Pantin), elle jouit d'un important nœud routier et d'une excellente desserte.
Lors de la création de la ligne de Chemins de fer Paris-Meaux, une gare avait été construite à Noisy-le-Sec. Devenue trop étroite, elle est remplacée par une nouvelle gare en 1910 (qui sera détruite pendant la Seconde Guerre mondiale). En 1913, cette gare accueillait 1 557 637 voyageurs (contre 884 517 en 1902).
C'est ainsi qu'autrefois, la commune était desservie et son territoire exploité par :
- la ligne de la grande ceinture de Paris qui desservait la gare de Noisy-le-Sec. Elle accueillit les voyageurs de 1882 à 1939 ;
- la Compagnie des tramways de l'Est parisien (EP) qui gérait depuis octobre 1900 la ligne de tramway no 1 entre Noisy-le-Sec et l'Opéra, passant par l'avenue Jean-Jaurès et prolongée ultérieurement jusqu'aux Pavillons-sous-Bois, avec l'itinéraire suivant : Opéra – Rue Réaumur – Place de la République – Avenue de la République – Avenue Gambetta – Place Gambetta – Avenue Gambetta – Porte des Lilas – Les Lilas – Romainville – Noisy–le–Sec – Bondy – Pavillons-sous-Bois (Gare de Gargan). Cette ligne, renumérotée 95a par la STCRP en 1921, a été transformée en ligne de bus le 17 décembre 1934, et est l'ancêtre de l'actuelle ligne 105.
La ville fut également desservie par la ligne 21c (Opéra – Rue La Fayette – Place de la Bataille-de-Stalingrad (Rond–Point de la Villette) – Avenue Jean-Jaurès – Porte de Pantin – Pantin – Noisy–le–Sec). Cette ligne fut supprimée le 3 octobre 1933 et remplacée par une desserte bus, qui est l'ancêtre de l'actuelle ligne 145[1].

Actuellement, la ville est desservie par un réseau de transports performant :
- le RER E, à la gare de Noisy-le-Sec, permet de joindre la gare de Nanterre-La Folie en 25 min via les gares de Magenta, d'Haussmann - Saint-Lazare, et de La Défense ;
- la ligne 11 du métro aux stations Romainville - Carnot (en limite de Romainville), Montreuil - Hôpital (en limite de Montreuil), et Coteaux Beauclair (en limite de Rosny-sous-Bois), permet de joindre rapidement le centre de Paris. La station La Dhuys, située entre Montreuil et Rosny-sous-Bois, se trouve également à proximité immédiate de la ville ;
- la ligne 1 du tramway relie la gare de Noisy-le-Sec (station terminus) au carrefour des Quatre-Routes à Asnières-sur-Seine, via deux stations intermédiaires dans la ville : Petit Noisy et Pont de Bondy ;
- 11 lignes de bus de la RATP desservent la ville :  76, 102, 105, 143, 145, 147, 221, 245, 301, 322, et 346 reliant les différents quartiers de la commune avec les villes environnantes et Paris ;
- la ville est également desservie par la ligne N23 du Noctilien.

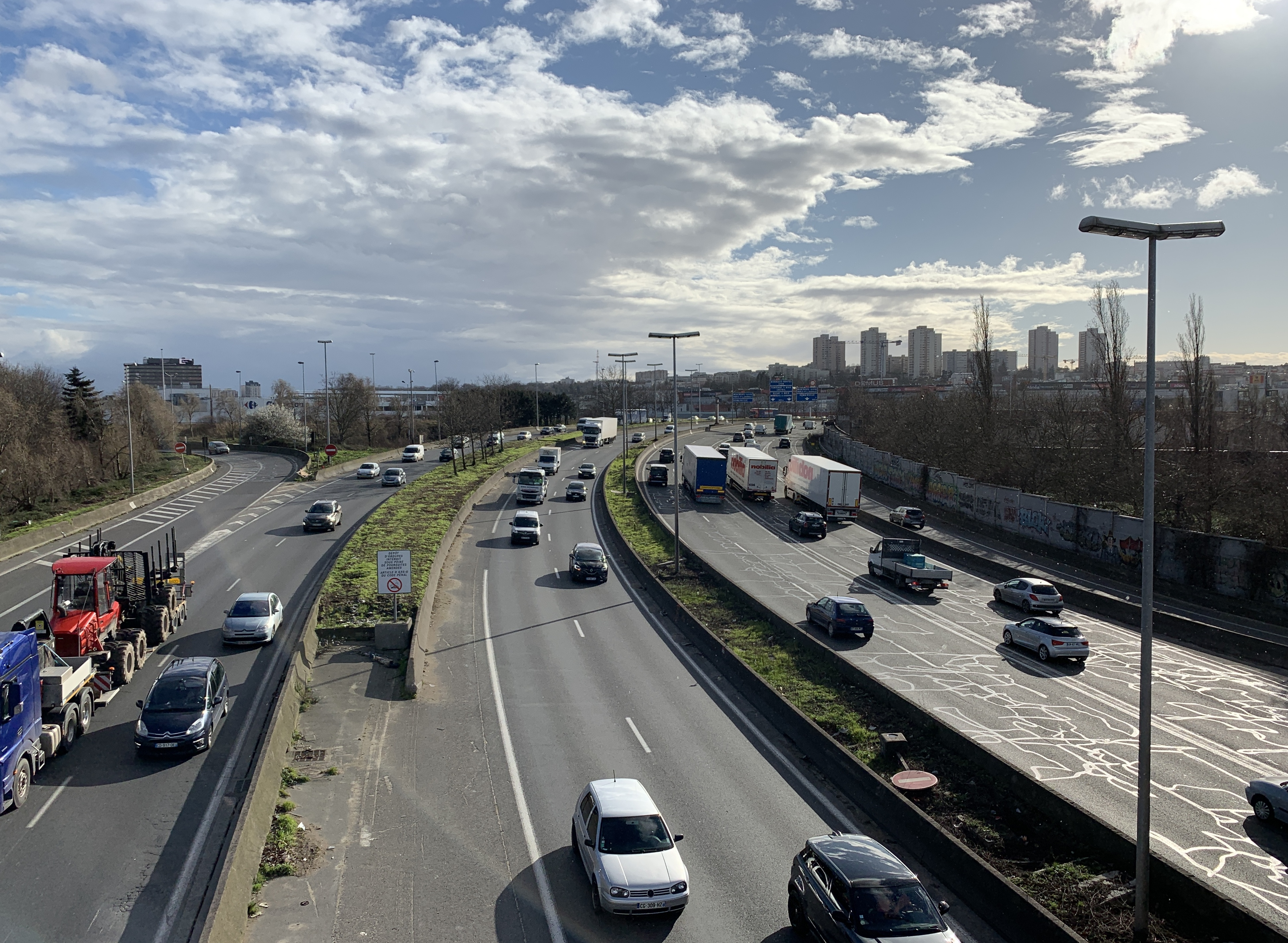
Autoroute A3 vue depuis le pont des Carrouges, Noisy-le-Sec
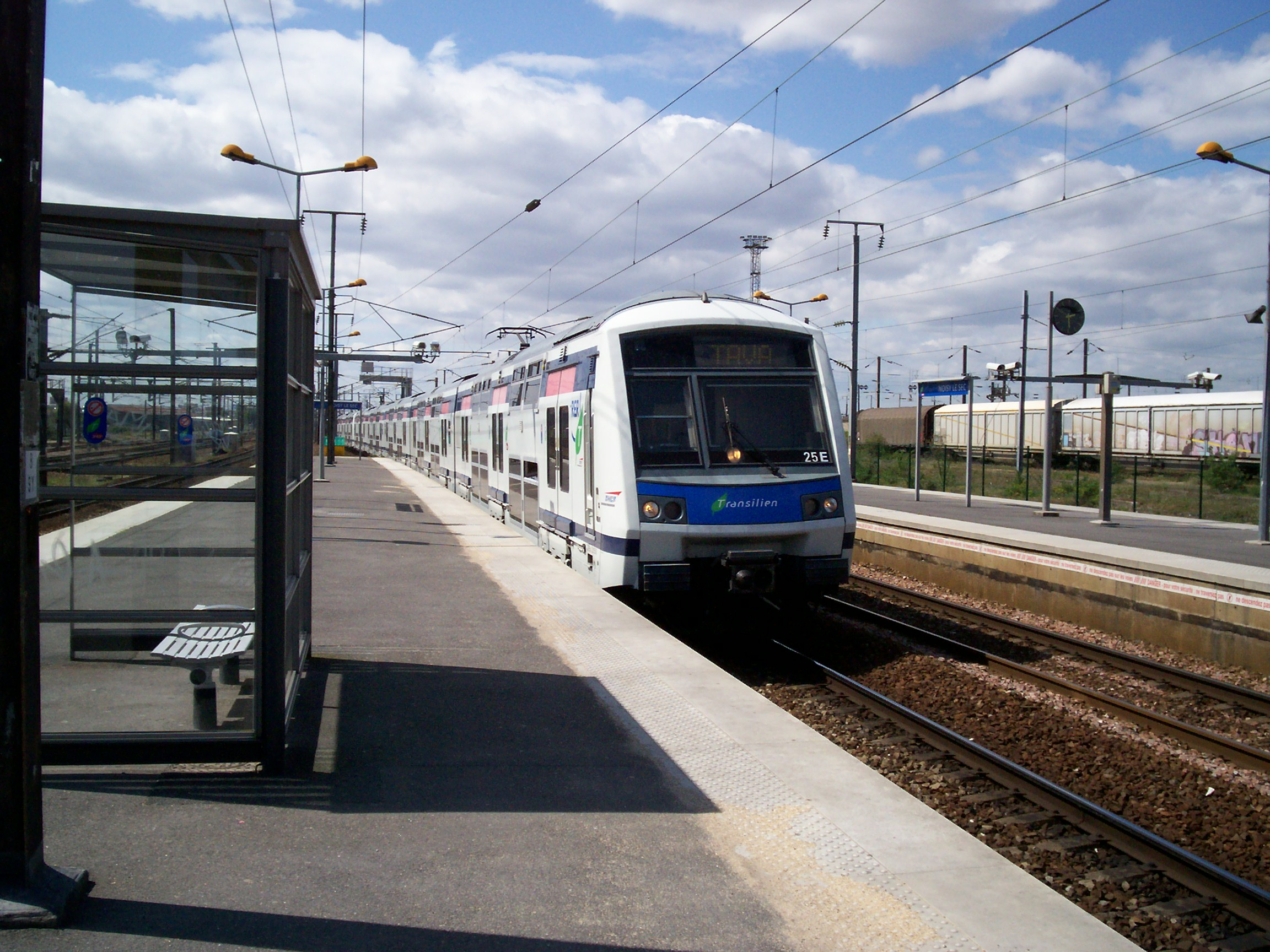
Un RER de la ligne E en gare de Noisy-le-Sec
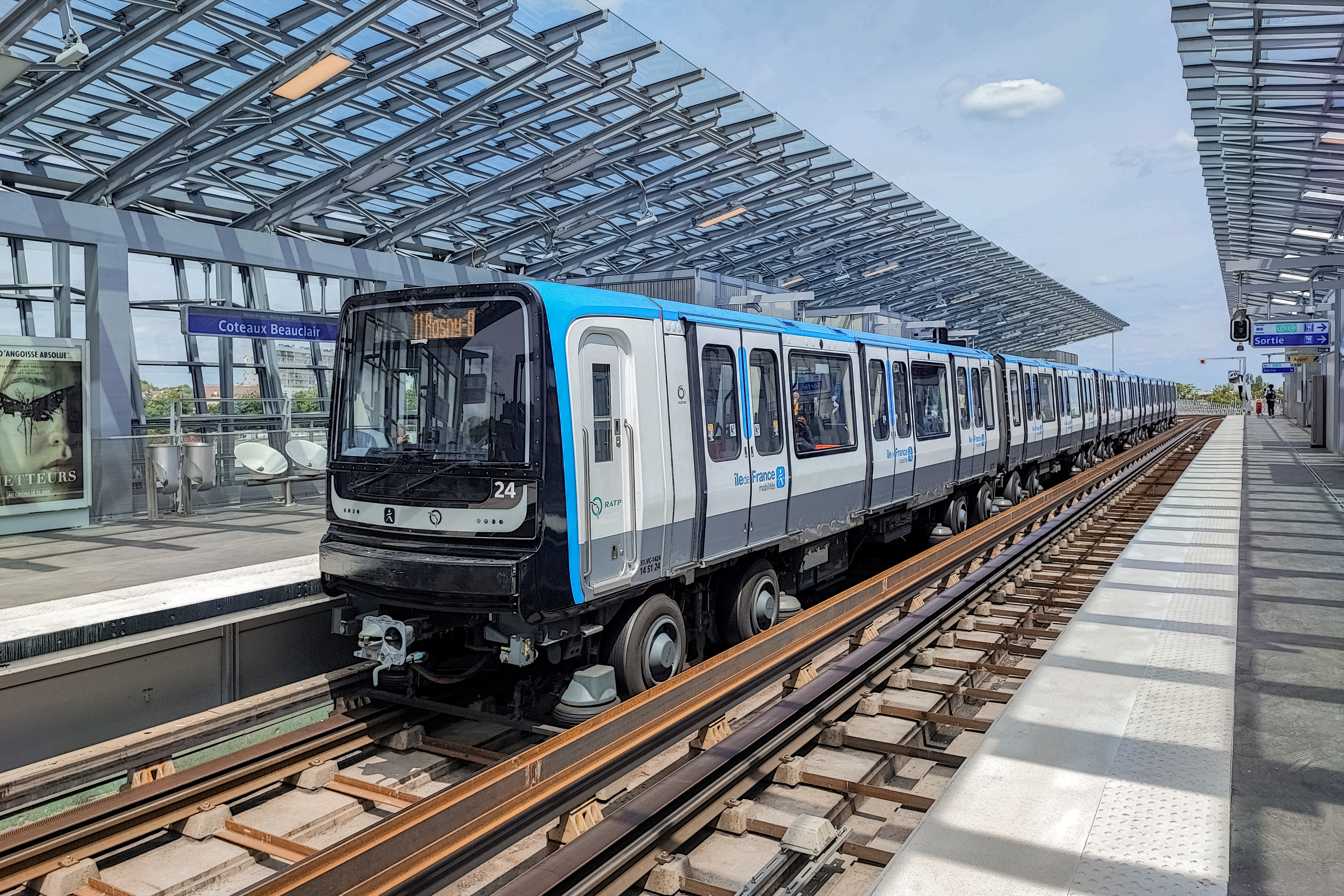
La ligne 11 du métro à Coteaux Beauclair
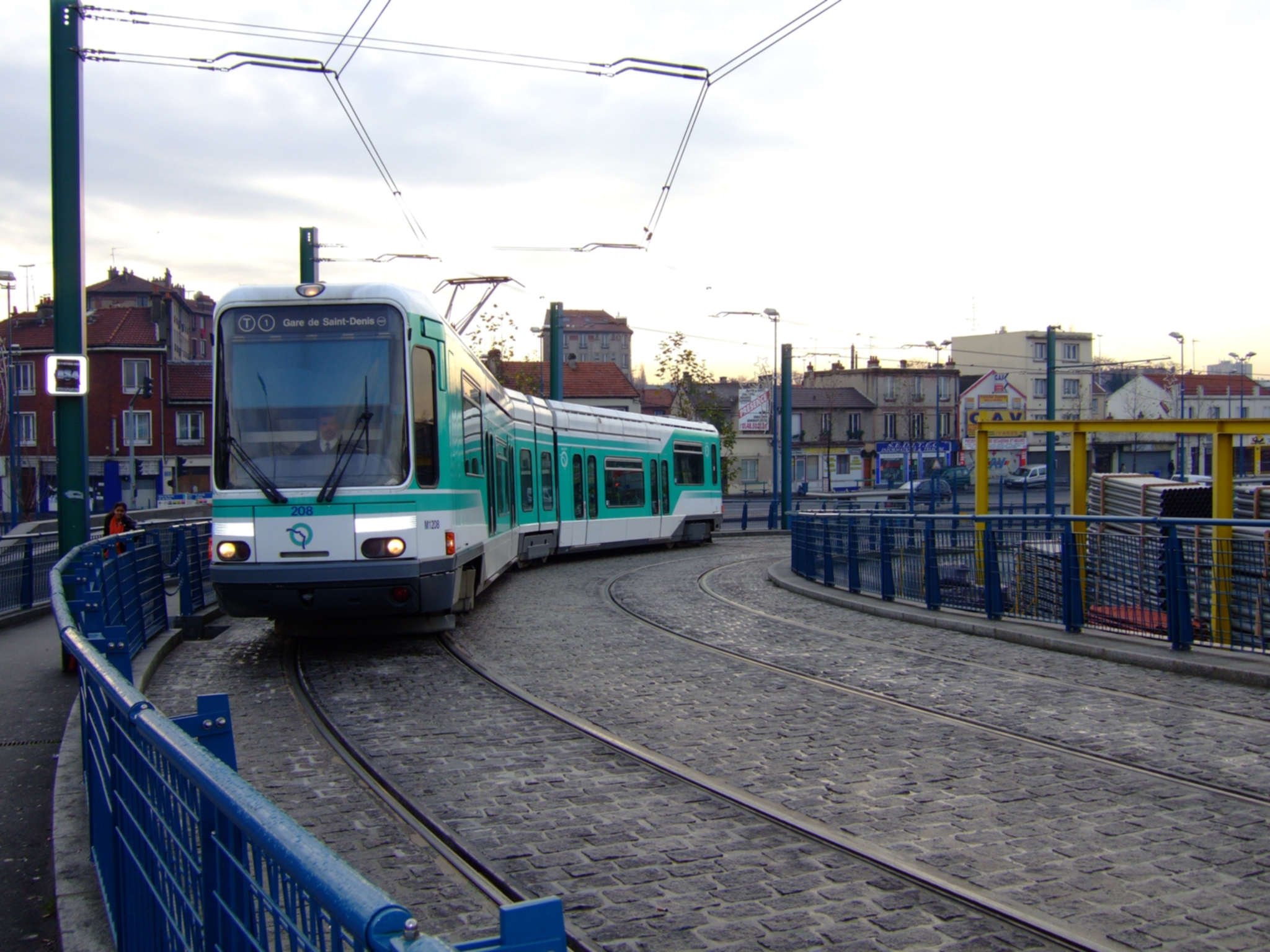
Le T1 à Noisy-le-Sec

#### Projets de transports en cours et projet du Grand Paris
La ville est concernée par plusieurs projets de desserte en transport en commun :
- Le Grand Paris Express desservira Noisy-le-Sec à la station Pont de Bondy, aux limites communales de Bobigny et de Bondy via la future ligne 15 du métro.
- La ligne 1 du tramway sera prolongée de son terminus actuel à Val de Fontenay. Noisy-le-Sec sera alors desservie par 7 stations : Pont de Bondy, Petit Noisy, Gare de Noisy-le-Sec, Saint Jean, Place Jeanne d’Arc, Rue Hélène et Carrefour de la Vierge[2].
- La ligne 4 du tramway pourrait être prolongé de la gare de Bondy à la gare de Noisy-le-Sec dans le cadre des hypothèses posées par l'avant-projet de SDRIF publié en novembre 2006.
- Le projet du T11 mis en place par Réseau ferré de France (RFF) prévoit, au cours de la phase 2 (2014-2020) du SDRIF[3], la création de la gare de Bobigny - La Folie sur les communes de Noisy-le-Sec et de Bobigny permettant une future correspondance entre cette ligne et la ligne 5 du métro, entre les stations Bobigny - Pablo Picasso et Bobigny - Pantin - Raymond Queneau, au niveau du canal de l'Ourcq. L'emprise de cette station a été réservée lors du prolongement de la ligne 5 à Bobigny - Pablo Picasso mais son aménagement, qui dépend de la RATP, n'a pas encore été entériné. Il est également envisagé de prolonger la ligne à l'est à la gare de Noisy-le-Sec, avant un éventuel prolongement plus au sud vers la gare de Noisy-le-Grand-Mont d'Est.

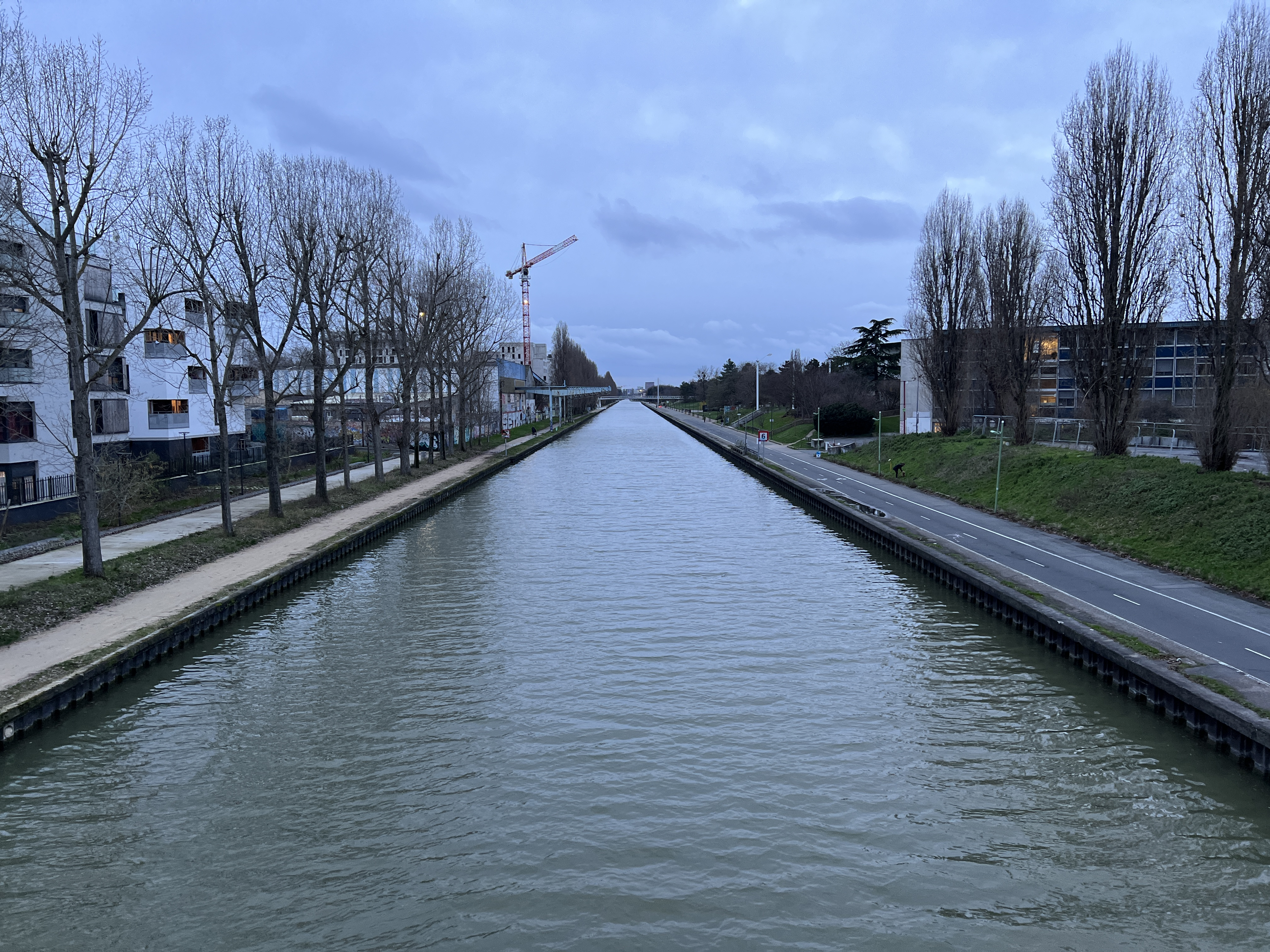
Canal de l'Ourcq vu depuis la passerelle Romy Schneider, à Noisy-le-Sec.

- La ligne 3 du T Zen est destinée à développer une connexion entre le 19e arrondissement de Paris et Les Pavillons-sous-Bois le long de la Route nationale 3, qui constitue la limite nord du territoire communal. À Noisy-le-Sec, la ligne s’insérera le long de la rue de Paris (ex-RN 3), entre le pont de Metz et le pont de Bondy. Quatre stations desserviront Noisy-le-Sec : École Hôtelière, Arts de la Rue, Bergère et Territoires de l’Ourcq.

### Climat
Pour des articles plus généraux, voir Climat de l'Île-de-France et Climat de la Seine-Saint-Denis.
En 2010, le climat de la commune est de type climat océanique dégradé des plaines du Centre et du Nord, selon une étude du CNRS s'appuyant sur une série de données couvrant la période 1971-2000. En 2020, Météo-France publie une typologie des climats de la France métropolitaine dans laquelle la commune est exposée à un climat océanique altéré et est dans la région climatique Sud-ouest du bassin Parisien, caractérisée par une faible pluviométrie, notamment au printemps (120 à 150 mm) et un hiver froid (3,5 °C).
Pour la période 1971-2000, la température annuelle moyenne est de 12,2 °C, avec une amplitude thermique annuelle de 15,3 °C. Le cumul annuel moyen de précipitations est de 646 mm, avec 10,4 jours de précipitations en janvier et 7,6 jours en juillet. Pour la période 1991-2020, la température moyenne annuelle observée sur la station météorologique la plus proche, située sur la commune de Neuilly-sur-Marne à 7 km à vol d'oiseau, est de 12,3 °C et le cumul annuel moyen de précipitations est de 721,2 mm,. Pour l'avenir, les paramètres climatiques de la commune estimés pour 2050 selon différents scénarios d'émission de gaz à effet de serre sont consultables sur un site dédié publié par Météo-France en novembre 2022.

## Urbanisme

### Typologie
Au 1er janvier 2024, Noisy-le-Sec est catégorisée grand centre urbain, selon la nouvelle grille communale de densité à sept niveaux définie par l'Insee en 2022.
Elle appartient à l'unité urbaine de Paris, une agglomération inter-départementale regroupant 407  communes, dont elle est une commune de la banlieue,,. Par ailleurs la commune fait partie de l'aire d'attraction de Paris, dont elle est une commune du pôle principal,. Cette aire regroupe 1 929 communes,.

### Quartiers

Carte du découpage territorial de la ville de Noisy-le-Sec.

Noisy-le-Sec compte neuf quartiers : Léo Lagrange / Petit Noisy / Centre-Ville - Gare / Centre-Ville - Mairie / Merlan / Haut-Goulet - Jules Auffret / Langevin / Londeau / Boissière.

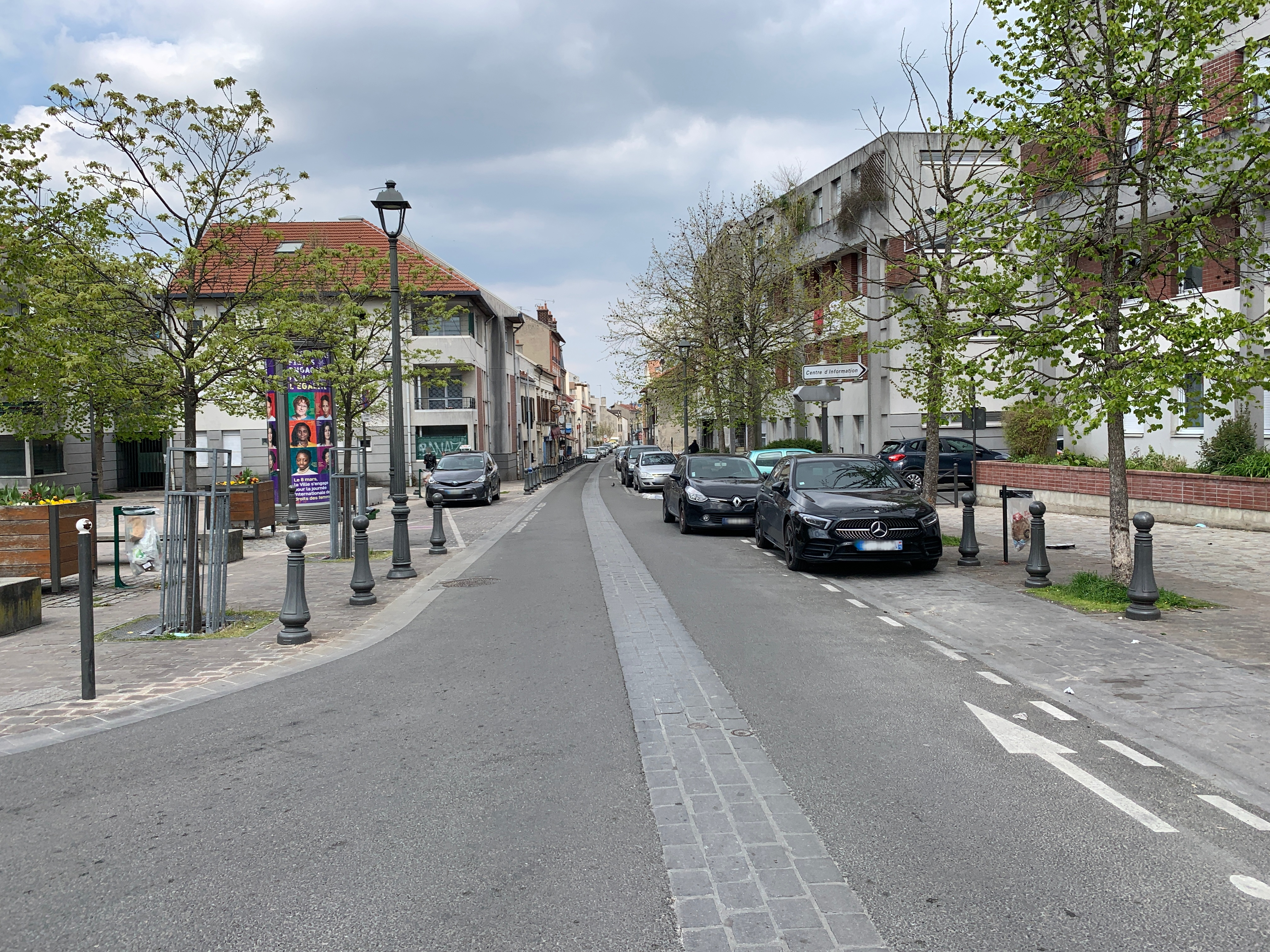
Rue Merlan (quartier Merlan).
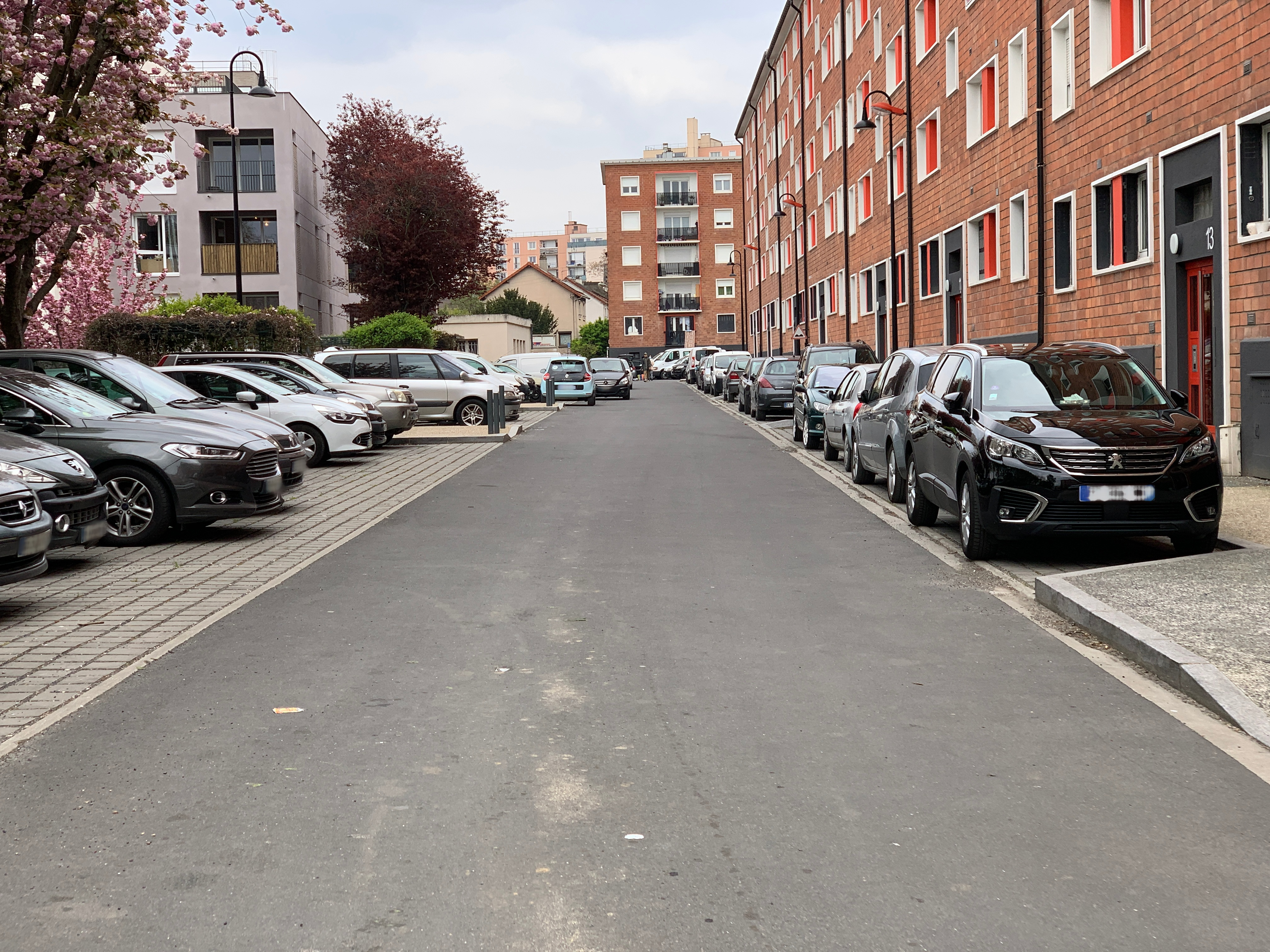
Allée Gounod (quartier Léo Lagrange).
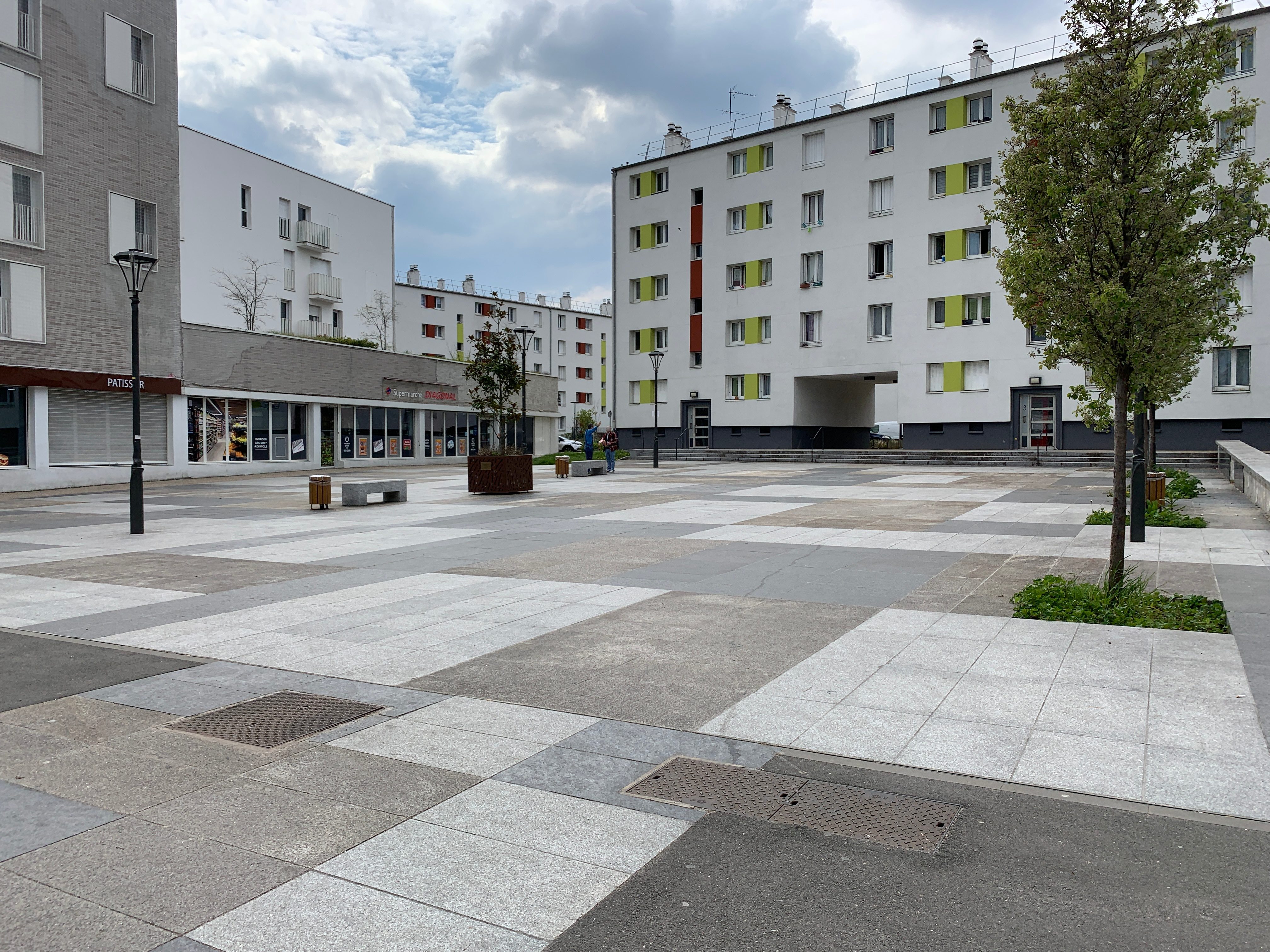
Place des Provinces (quartier Boissière).
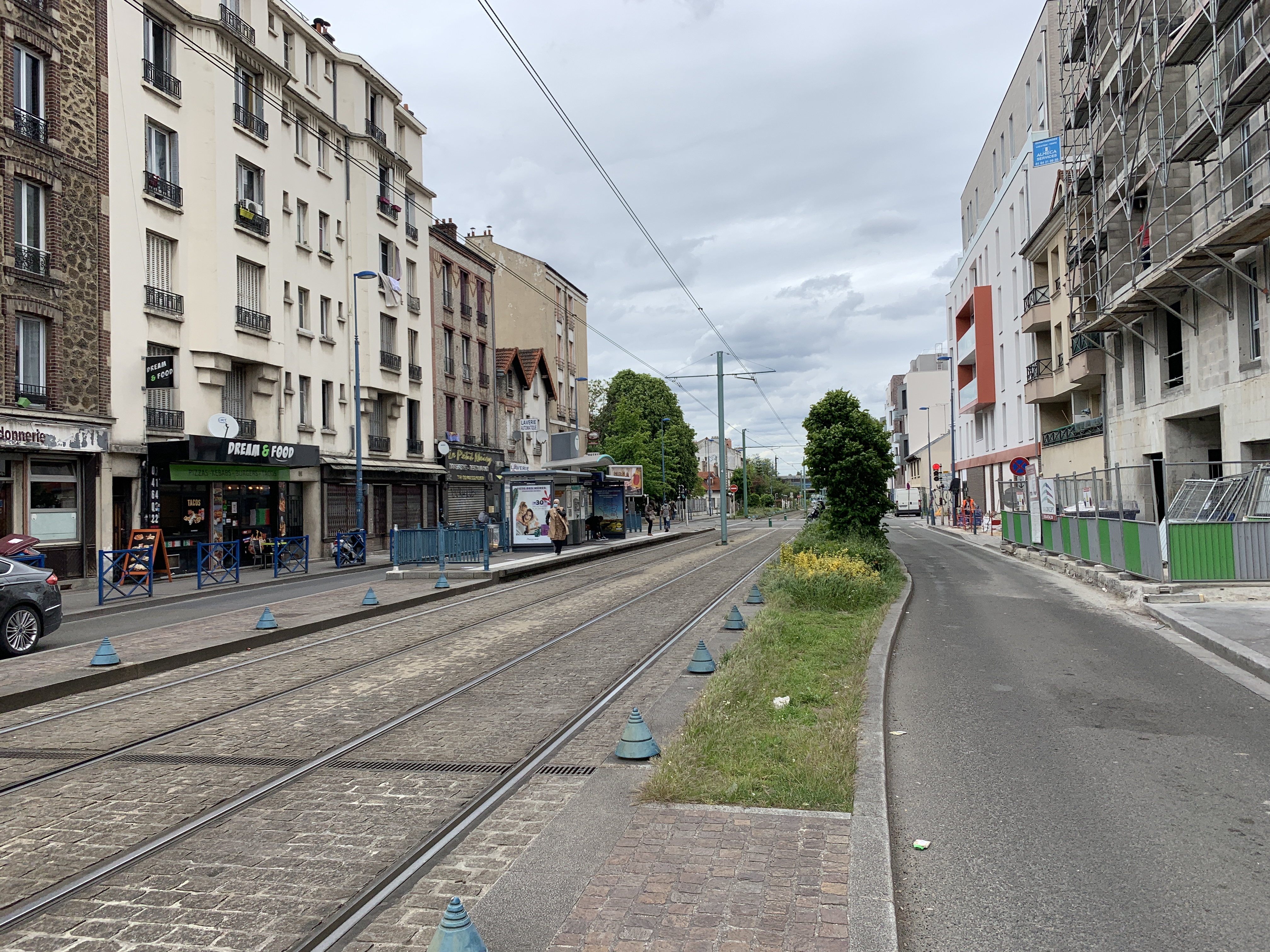
Avenue Galliéni (quartier Petit Noisy).
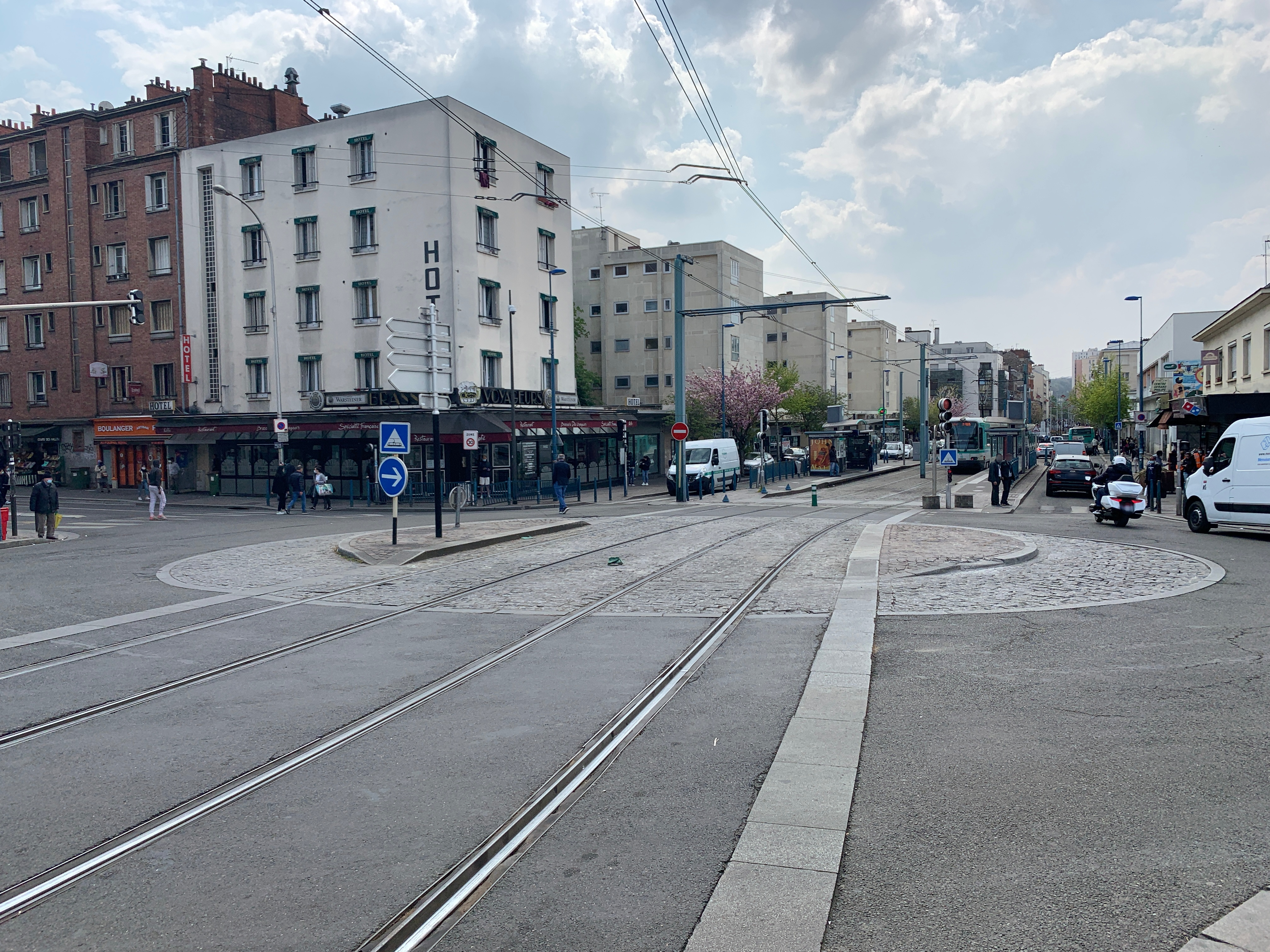
Place Jean Coquelin (quartier Centre-ville - Gare).
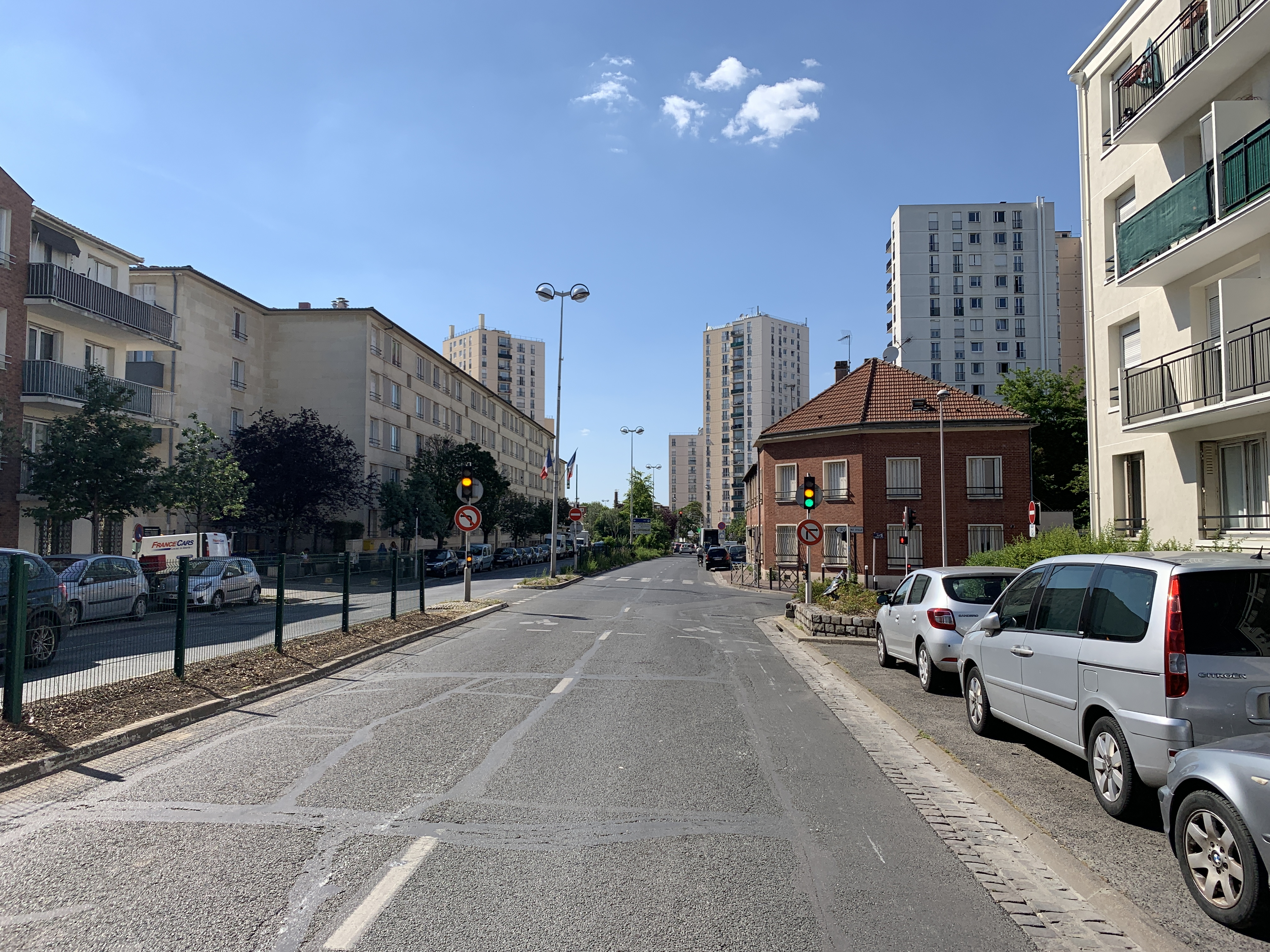
Rue Brément (quartier Londeau).

## Toponymie
Le nom de la localité est attesté pour la première fois en 832, sous la forme Nucitum Superiorem, puis Nucido en 842, Nuisiacum Siccum en 1094, Nucenum minus en 1096 (C'est-à-dire Noisy-le-Petit), Nuseium Siccum en 1119, Noysiacum en 1259 et Noisiaco Sicco en 1384.
Du bas latin nucetum « lieu où poussent des noyers », les formes plus tardives en (i)acum (-iaco) sont de mauvaises latinisations.

Le déterminant -le-sec la seconde partie du nom se réfère à l'aridité du sol et à l'absence de cours d'eau.

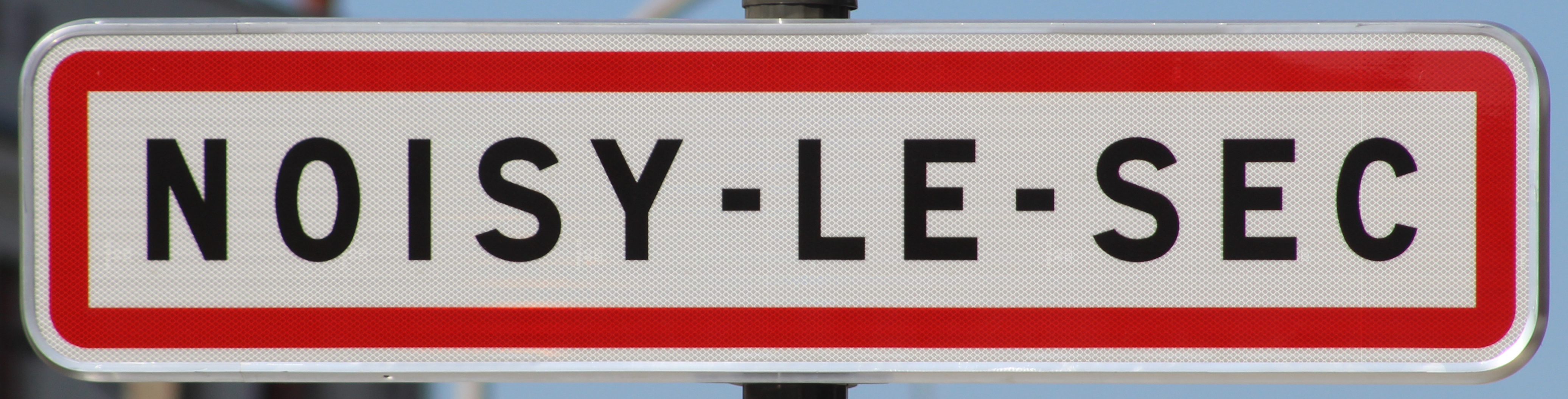
Panneau d'entrée.

## Histoire

### Des origines au milieu duXVIIIesiècle

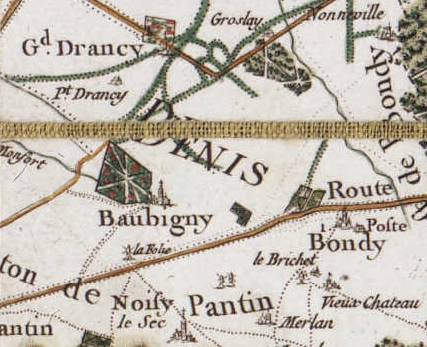
La ville de Noisy-le-Sec mentionnée en bas de la carte de Cassini. Vers 1780.

Des traces d'occupation préhistorique ont été découvertes à Noisy-le-Sec, notamment en 1920 sous forme d'un ensemble de pierres disposées en foyer, ainsi que de tessons de poterie et d'ossements animaux, datant de l'âge du bronze. On a également retrouvé un biface du Paléolithique moyen. Un ensemble de 300 pièces romaines de l'Antiquité tardive, enfouies vers 270, a été retrouvé en 1911 dans l'emprise de la gare.

Noisy est une villa attestée en 832. En 842 l'empereur Lothaire abandonna aux religieux de Saint-Maur-des-Fossés, toutes les propriétés qu'il avait à Noisy-le-Sec. Ordonnance confirmée en 998, par le roi Robert.

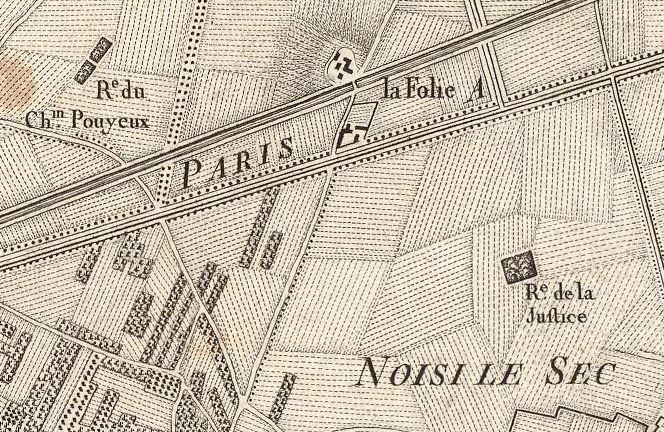
Carte des Chasses du Roi, XVIIIe.

En 1265, Isabelle de Romainville reconnaît tenir en fief de l’abbé de Saint-Denis des vignes sises au Clos du Châtelain, et la seigneurie de l’abbaye de Saint-Denis subsistera jusqu’à la Révolution. Les abbayes de Saint-Martin des Champs et de Livry possédaient également des terres et des droits féodaux à Noisy-le-Sec.
Sous Philippe le Bel, Enguerrand de Marigny aurait été seigneur de Noisy-le-Sec, mais cette localité ne figure pas dans son cartulaire normand. Fut-elle confondue avec Nogeon-le-Sec dont la graphie ancienne est très proche ? En tout cas, Noisy-le-Sec était en 1430 à Louis d'Orléans[Lequel ?].

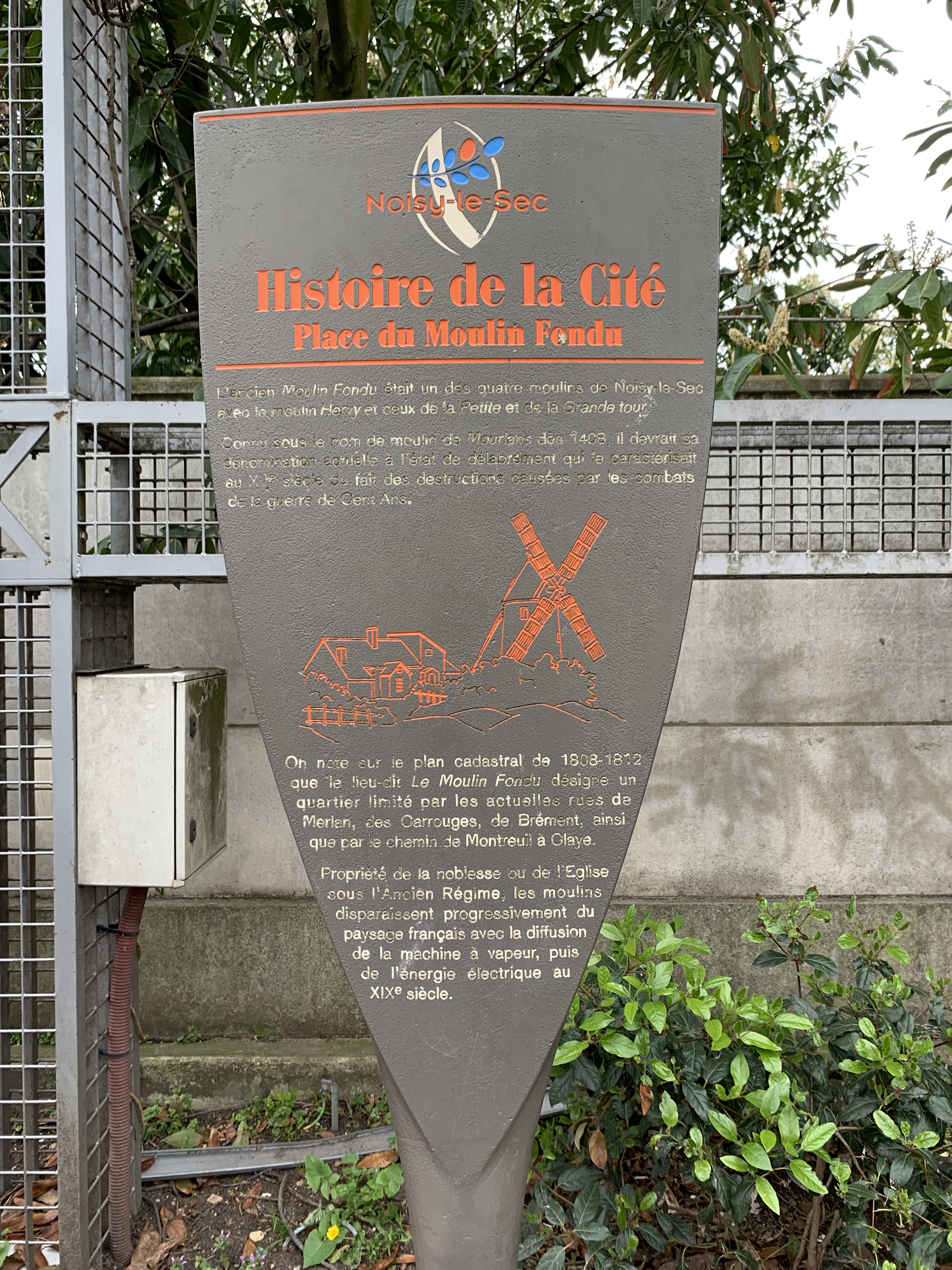
Signalisation marquant l'ancienne localisation d'un moulin noiséen.

Cette seigneurie sous Louis XI, passa à Nicolas Balue, frère du fameux cardinal de ce nom.
En 1517 Étienne Cochu et Denise Thiphaisne, sa femme, curateurs des héritiers d’Étienne Damoiselet, déclarent au terrier de Jacques Charmoulue, seigneur de Noisy, leurs estables, maison, grange, bergerie, colombier, cour et jardin, enclos de murs, appelé la ferme du Cols, assis au dit Noisy au bout d’en bas, tenant d’une part à la rue quy conduit dudict bout d’en bas à la Magdeleine, aboutissant d’un bout au dit Cochu et consorts et d’autre bout à Jean David (à l’angle des rues actuelles de Saint-Denis et Denfert-Rochereau). Charles IX y permit l'exercice de la religion réformée.
En 1709, le village comptait 250 feux (familles), puis 304 en 1788, à la veille de la Révolution. En 1775, des édits royaux mentionnent Noisy comme l'un des lieux où peut être exercé le culte protestant. Plusieurs moulins à vent existaient dans la commune, dont un, celui de la Petite tour, datant d'au moins 1517 (détruit en 1912) rue Jean-Jaurès, près de la gare. Un autre, au Londeau, le Moulin Hervy ou Harvy est attesté en 1618 et détruit avant 1740.

### De 1850 à 1939
Lors de la création de la section Paris - Meaux de la ligne Paris - Strasbourg par la chemin de fer de l’Est en juillet 1849, une station est créée à Noisy-le-Sec. Noisy devient une gare de triage, aujourd'hui fermée, en 1882.

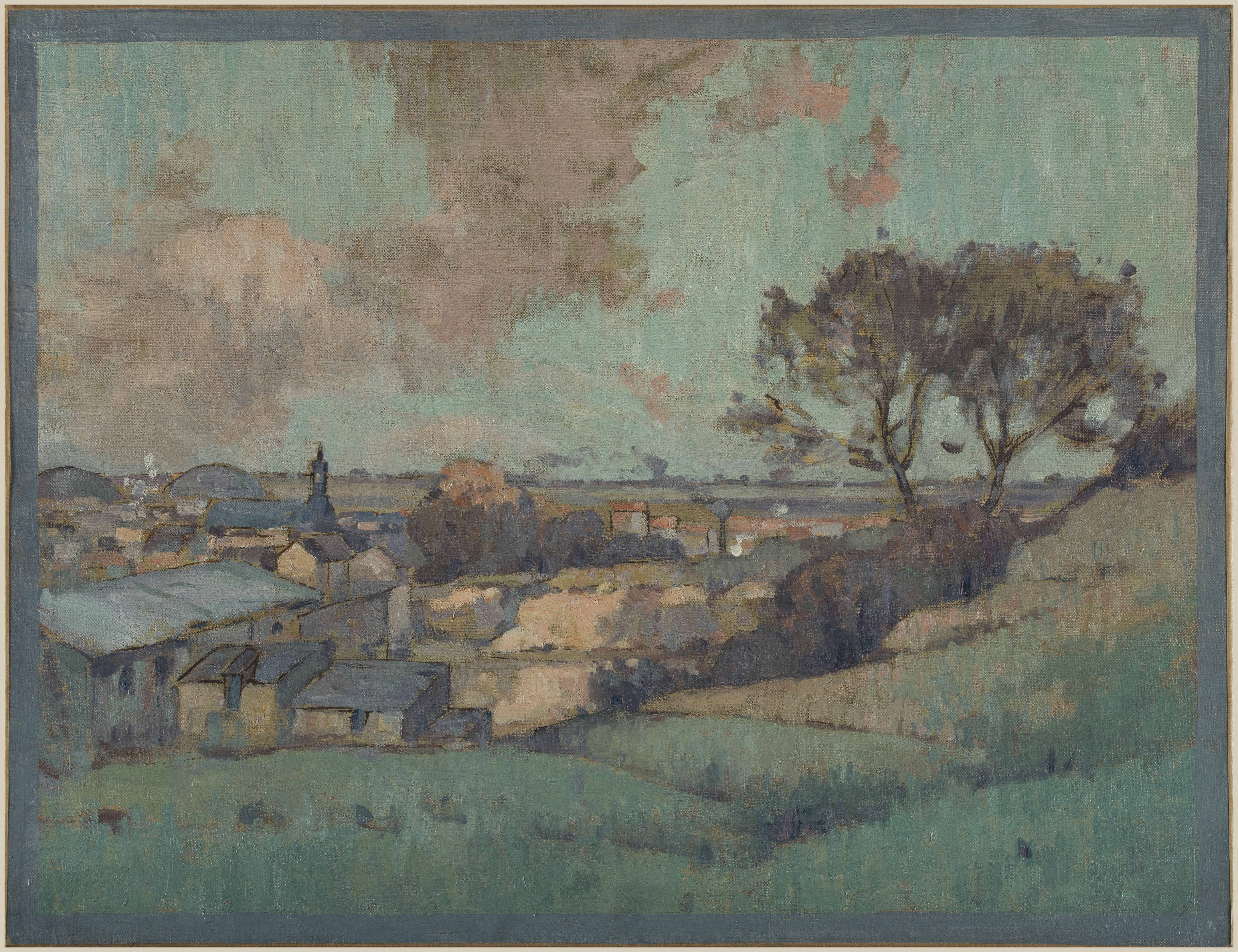
Représentation de la ville de Noisy-le-Sec, en 1907, par Jean-Constant Pape. Musée des Beaux-Arts de la ville de Paris.

Lors du recensement de 1896, la commune comptait déjà 8 105 habitants qui habitaient 2 771 logements dans 1 108 maisons. À cette époque, il existait déjà de nombreux immeubles, puisque 68 constructions avaient 3 étages, 50 avaient 4 étages, 32 avaient 5 étages et il y avait 1 immeuble de 7 étages. À cela, il fallait ajouter 127 locaux servant de commerces ou d'ateliers.

La gare du chemin de fer de l’Est et les différents services qui en dépendaient occupaient déjà une superficie de 75 hectares à Noisy-le-Sec, avec notamment un dépôt de locomotives et une gare de triage. L'activité économique était, outre le Chemin de fer, constituée par Les plâtrières, situées rue du Goulet, no 61, qui fournissent environ 50 mètres cubes de plâtre par jour et occupaient 100 ouvriers environ, ainsi que par d’importantes champignonnières occupant d’anciennes carrières.

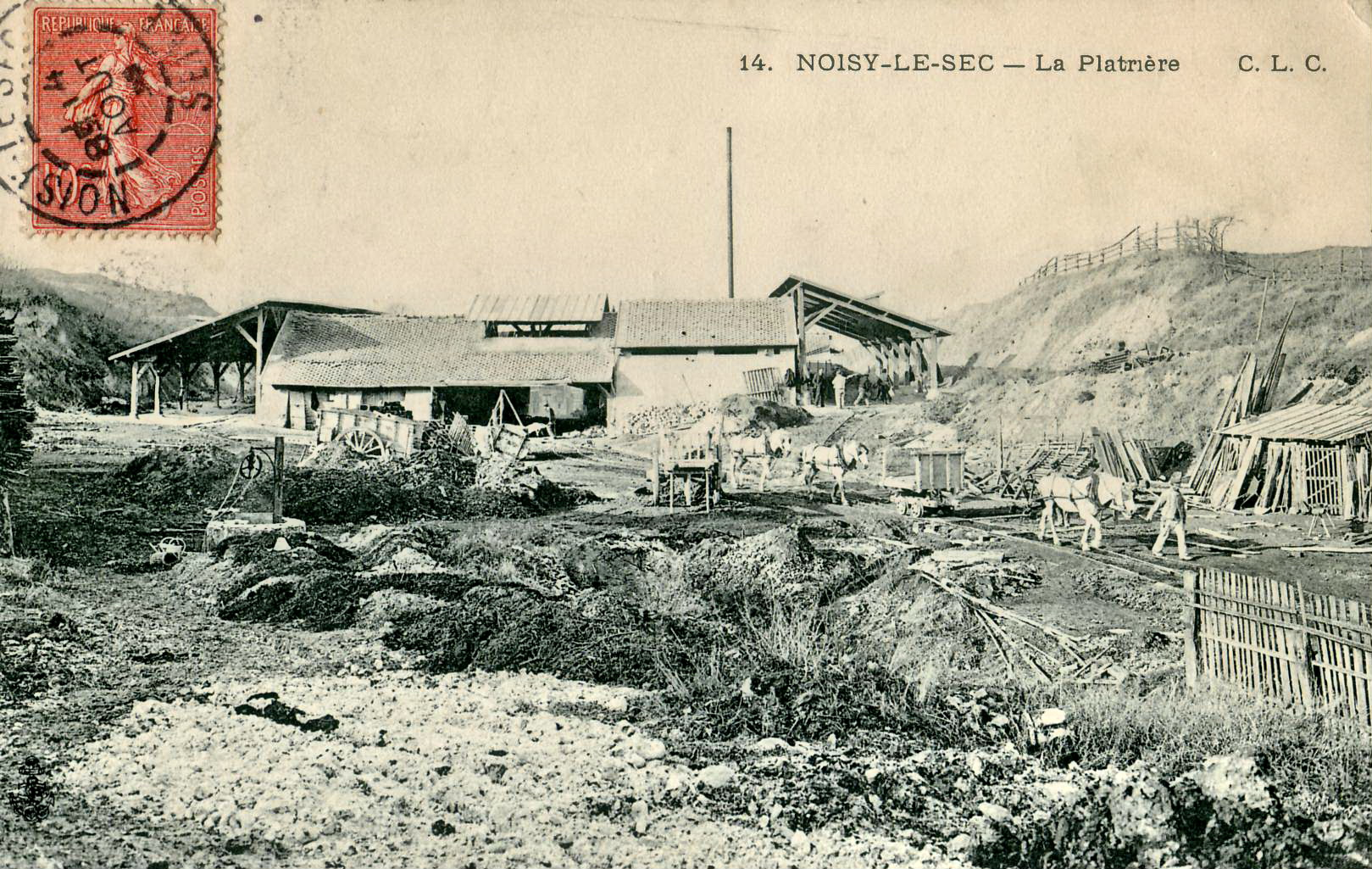
La plâtrière, au début du XX.

Par ailleurs, avenue Marceau, il existait une fabrique de corsets qui employait 10 ouvrières environ, et une biscuiterie était en construction 70, boulevard de la République. Une fabrique de crayons Fabert, installée entre Bondy et Noisy, employait environ 30 ouvriers.

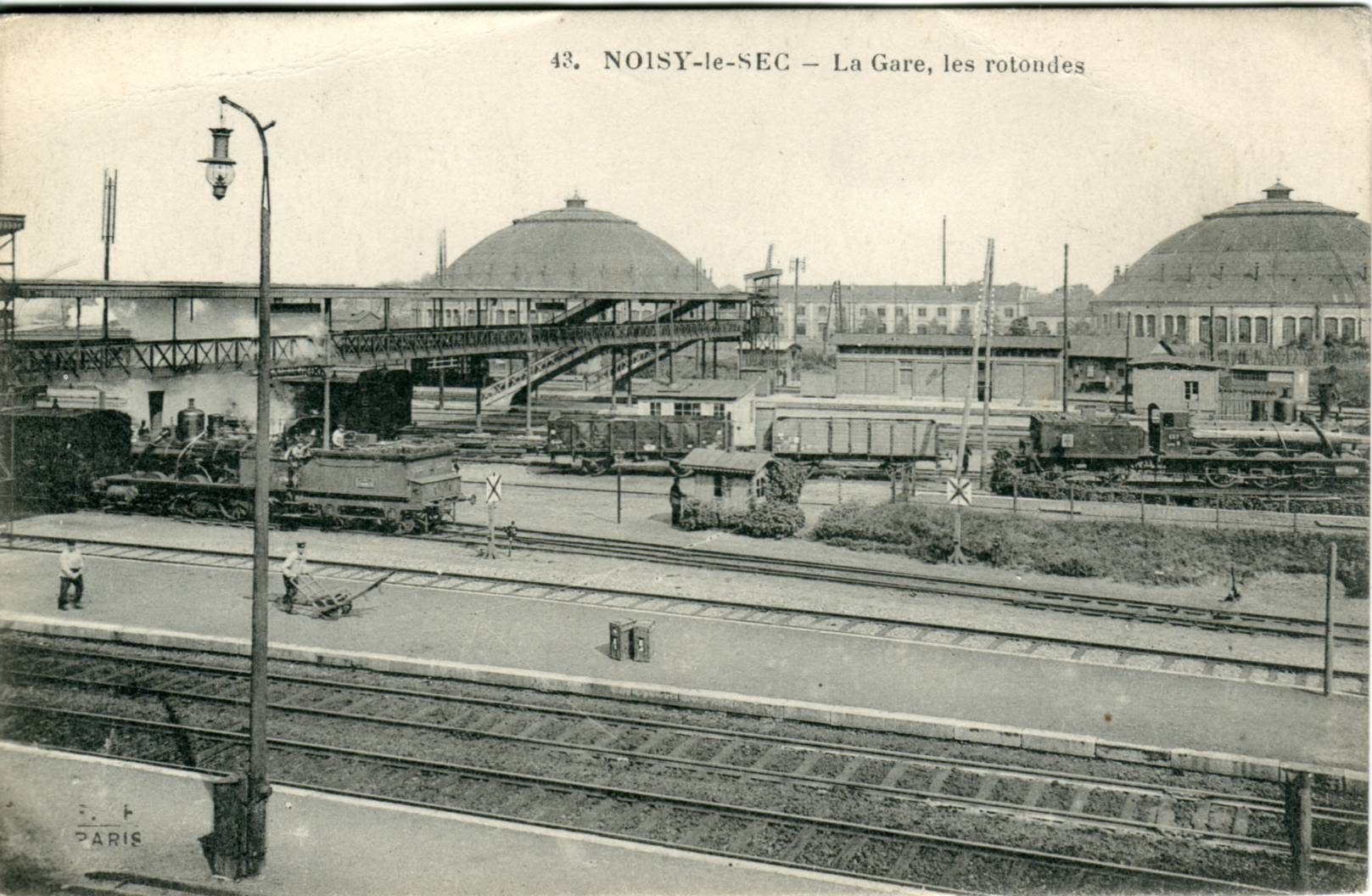
La gare de Noisy-le-Sec avant la Première Guerre mondiale.

Néanmoins, l'activité agricole demeurait importante et occupait 319 hectares sur les 502 de la commune, avec une forte production maraîchère. La viticulture occupait encore 10 hectares, et 27 hectares étaient consacrés aux fruits rouges : framboisiers, cassissiers et groseilliers. L'atelier de Noisy-le-Sec est créé à partir de 1908 par la Compagnie des chemins de fer de l'Est et son importance économique transforme profondément Noisy-le-Sec, qui devient une ville cheminote. Une nouvelle gare, qui remplace celle de 1849, est construite en 1910. En 1914, les chemins de fer emploient 2.300 personnes (contre 600 en 1900).
Lors de la Première Guerre mondiale, la gare devient la plus importante gare régulatrice de France pour le transport des troupes militaires, et, lors de la première bataille de la Marne, des taxis parisiens réquisitionnés prennent en charge les unités d'infanteries de la 7e division au fur et à mesure de leur débarquement des trains pour les transporter sur le front à Nanteuil-le-Haudouin.

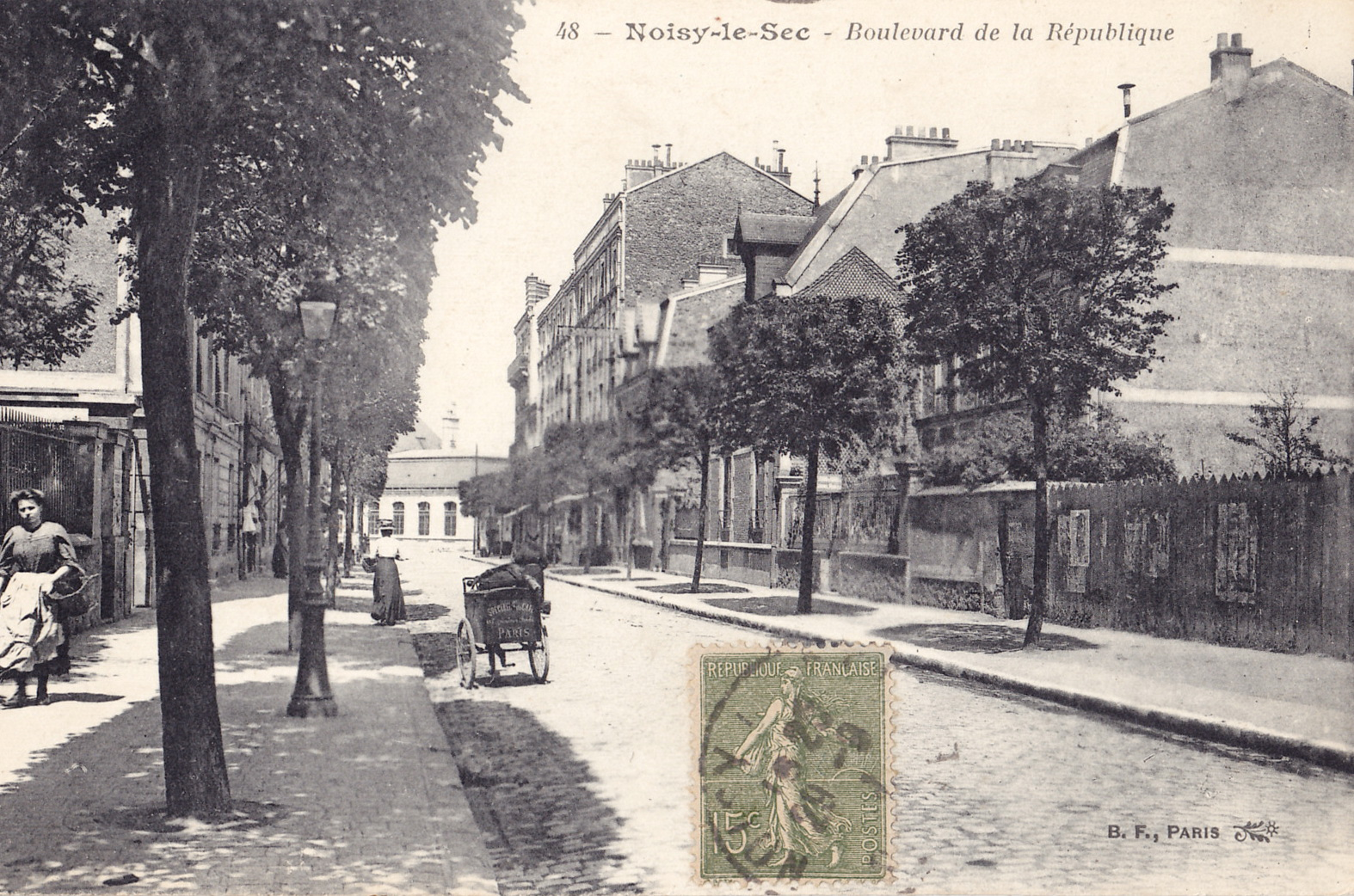
Le boulevard de la République au début du XXe siècle.
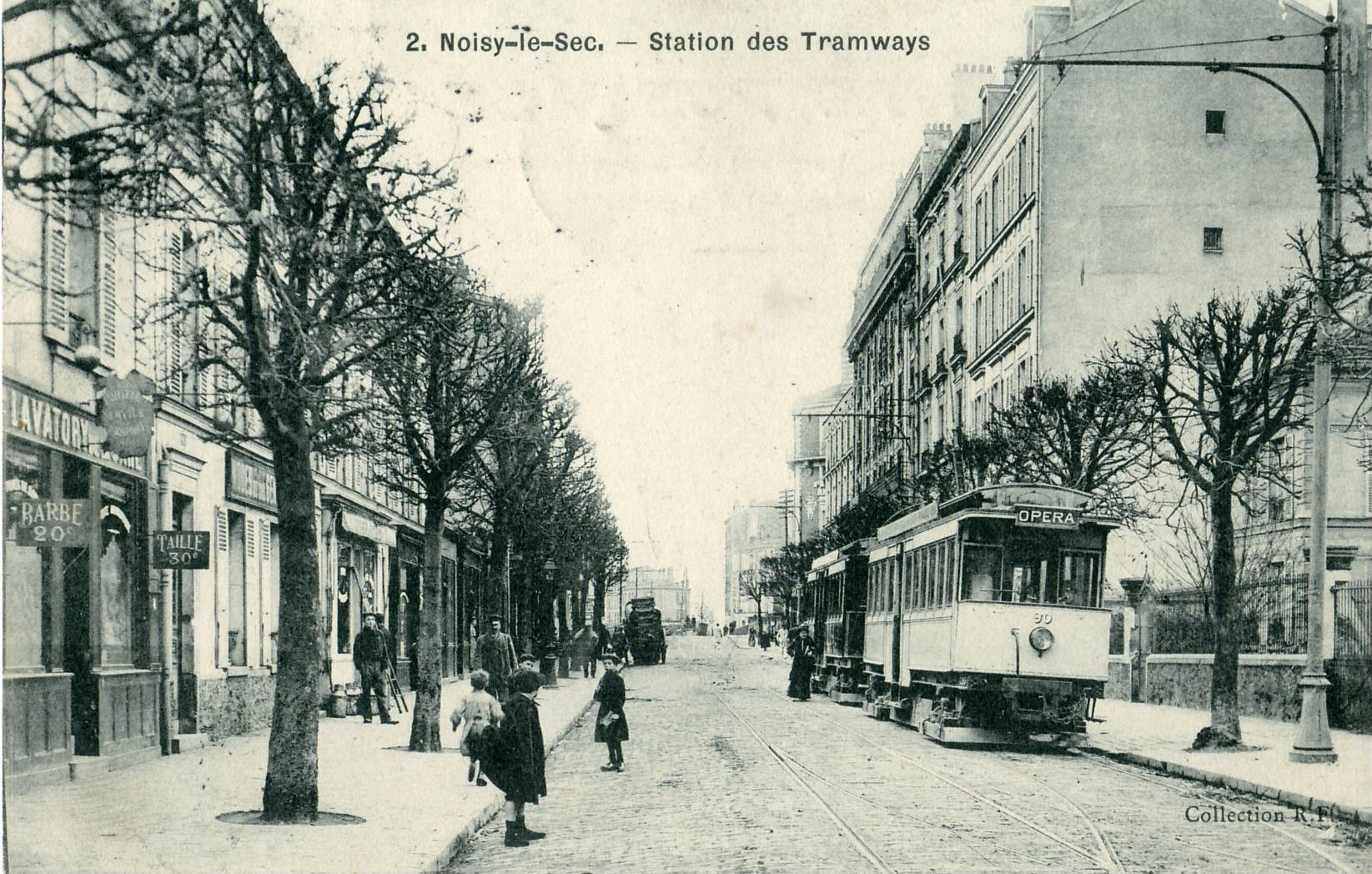
La rue Jean-Jaurès, ancienne rue de la Forge, est une très ancienne rue commerciale.
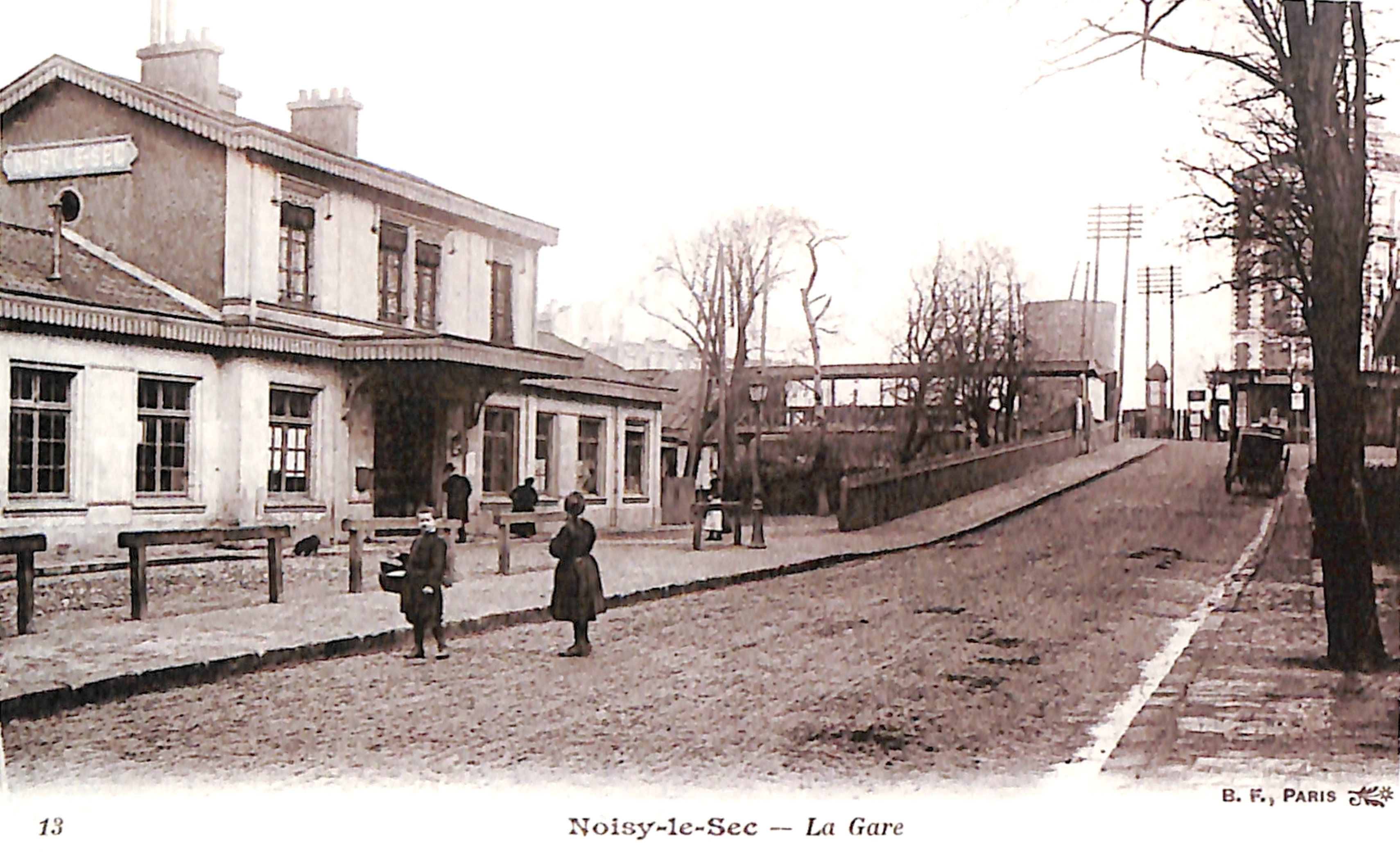
Rue parallèle à la gare de Noisy-le-Sec, avant 1923.

### Durant la Seconde Guerre mondiale

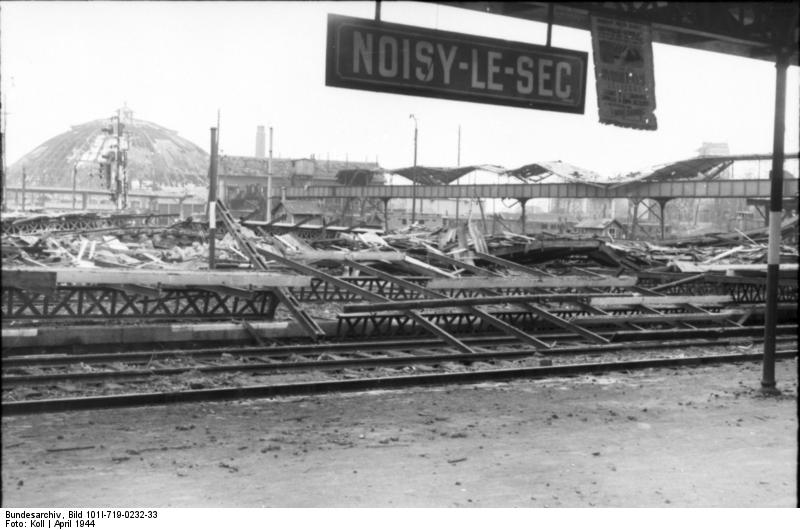
Image de la destruction de la gare de Noisy-le-Sec. Avril 1944, Bundesarchiv Bild.

Pendant la Seconde Guerre mondiale, la région parisienne a été relativement épargnée par les destructions ; néanmoins, en 1948, 58 communes étaient déclarées sinistrées (Gennevilliers, Saint-Maur-des-Fossés, Créteil, Maisons-Alfort…). La gare de triage de Noisy-le-Sec fut bombardée dans la nuit du 18 avril au 19 avril 1944 par des avions des forces alliées afin de désorganiser (pour un temps seulement) et surtout ralentir la logistique allemande, en prévision de l'Opération Overlord. L'offensive aérienne de la Royal Air Force, destinée à détruire l'important centre ferroviaire de l'Est parisien, avait été relayée par le message de la BBC « les haricots verts sont secs ». Elle fit 464 victimes civiles, 370 blessés graves, 2 846 sans logis : 20 minutes d'enfer pour une génération de Noiséens.
Le 4 octobre 1944, un missile balistique V2 s'écrase sur Noisy-le-Sec.
La commune a été  décorée de la croix de guerre 1939-1945 avec palmes de bronze le 11 novembre 1948, car la ville et son dépôt de chemin de fer a été un des lieux les plus actifs de la résistance française et le courage de ses habitants victimes du terrible bombardement de la nuit du 18 avril 1944 a ainsi été honoré.

### La reconstruction et la cité expérimentale de Merlan

#### La reconstruction
Cette section ne s'appuie pas, ou pas assez, sur des sources secondaires ou tertiaires indépendantes du sujet. Le texte peut contenir des analyses inexactes ou inédites de sources primaires.
Pour l'améliorer, ajoutez-en, ou placez des modèles {{Source secondaire souhaitée}} ou {{Source secondaire nécessaire}} sur les passages mal sourcés. (juin 2024)
Le projet d'aménagement de Noisy-le-Sec était lié au plan général d'aménagement de la région parisienne, qui accordait une large place aux chantiers expérimentaux. Ce projet est pris en considération en décembre 1945, accompagné d'une déclaration d'utilité publique. Deux chantiers d'expérience étaient envisagés à Noisy-le-Sec ; l'un dans le quartier du Merlan destiné à une cité de maisons préfabriquées, et l'autre sur la place de la Gare destiné à un immeuble d'État.
Début 1945, sous l'impulsion de Raoul Dautry et d'Henri Quatremaire, le ministère de la Reconstruction et de l'Urbanisme avait ordonné la création d'une cité d'expérience composée d'une cinquantaine de maisons prototypes, entourées de jardinets et séparées par des clôtures basses.
La reconstruction s'effectuait alors dans des conditions difficiles : insuffisance de charbon, pénurie de matériaux de construction traditionnels (ciment, briques, tuiles, carrelage…), insuffisance de matériel, manque de main-d'œuvre spécialisée et locale ; à cela, s'ajoutaient les prix élevés de la construction et l'urgence des besoins. Le ministère de la Reconstruction souhaitait donc mettre l'accent sur l'emploi de matériaux et de procédés de construction nouveaux, nécessitant le moins de matières premières ou le moins d'énergie possible pour leur transformation. Le chantier de la cité de Noisy-le-Sec permettait à des constructeurs français et étrangers de présenter différents procédés de construction mettant en œuvre les matériaux les plus divers : bois, métal, béton, béton armé, matériaux synthétiques… À côté des industriels français, étaient présentes des entreprises des États-Unis, du Canada, de la Suisse, de la Grande-Bretagne, de la Suède, de la Finlande… La recherche de prototypes concernait les infrastructures, mais aussi les équipements intérieurs des maisons : cuisines, salles de bain, mobilier. Faire appel à des constructeurs étrangers a nécessité un effort d'information auprès de la population locale ; en effet, elle n'était pas habituée à vivre dans des maisons en bois, ni à cuisiner dans des cuisines américaines ouvertes sur une salle commune. Les travaux commencèrent en septembre 1945, pour s'achever en 1953, date de livraison de la dernière maison. Les prototypes étaient testés au fil de leur réalisation. Les maisons ont été attribuées à des sinistrés de la commune par l'intermédiaire d'une Commission de relogement des sinistrés mise en place par la municipalité. Elle était composée de fonctionnaires municipaux et de représentants des services du logement créés par le ministère de la Reconstruction et de l'Urbanisme.
Les chantiers expérimentaux ont été la pièce maîtresse de la politique d'industrialisation du bâtiment menée par le ministère de la Reconstruction et de l'Urbanisme. Fierté du ministère, des visites y étaient organisées. À Noisy-le-Sec, élus, architectes français et étrangers, étudiants, professeurs d'enseignement ménager, assistantes sociales… se sont succédé pour voir ces maisons, prototypes de préfabrication. À partir de 1948, le ministère entreprend de grands chantiers pour des ensembles plus vastes de logements, fort des premières tentatives des chantiers expérimentaux.
En 1958 sont livrés les 662 logements de La Pierre-Feuillère. Cette cité de l'office public d'H.L.M. de la Seine est conçue par les architectes Henri Bodecher, Robert Genermont, Julien Heulot et Yves Thibault. En 1961, la Municipalité engage la rénovation du centre-ville, et la SEMINO (Société d'économie mixte de Noisy le Sec) est créée le 18 juin 1962 à l'initiative de la municipalité et du Ministère de l'équipement pour mener à bien ce projet. La SEMINO, devenue Noisy-le-Sec Habitat en 2012, livrera ses premiers logements, rue Béthisy, le 1er mai 1966.

#### La cité expérimentale de Merlan

Carte de la Cité expérimentale de Merlan, à Noisy-le-Sec.

Merlan est un ancien fief qui était, au milieu du XIXe siècle, un hameau de Noisy-le-Sec de 322 habitants. En 1944, le quartier de la gare est détruit par les bombardements alliés et les sinistrés à reloger se comptent par centaines. Mais le défi est également technique. Le ministère de la reconstruction et de l'Urbanisme fait appel à des architectes et des entrepreneurs français et étrangers, le chantier est une étude comparée des différents matériaux, techniques de construction, aménagements intérieurs et équipements, ainsi qu'une vitrine. Jusqu'en 1951, les habitants ont l'obligation d'ouvrir leur maison aux visiteurs deux demi-journées par semaine.
À Merlan, de l'amiante, du bois, du ciment, de l'aluminium notamment seront utilisés. En pleine pénurie de matériaux de construction, le préfabriqué est la solution idéale, certaines maisons arriveront même en kit. « Ces maisons étaient très légères, les murs "sonnaient creux" et il y avait un jardin et un poulailler » rapporte un des premiers habitants.

Désormais ces pavillons sont inscrits au titre des monuments historiques. Pimpantes, délabrées ou carrément inoccupées, elles auront connu finalement des destinées différentes.

Habitations de la Cité Expérimentale de Merlan.
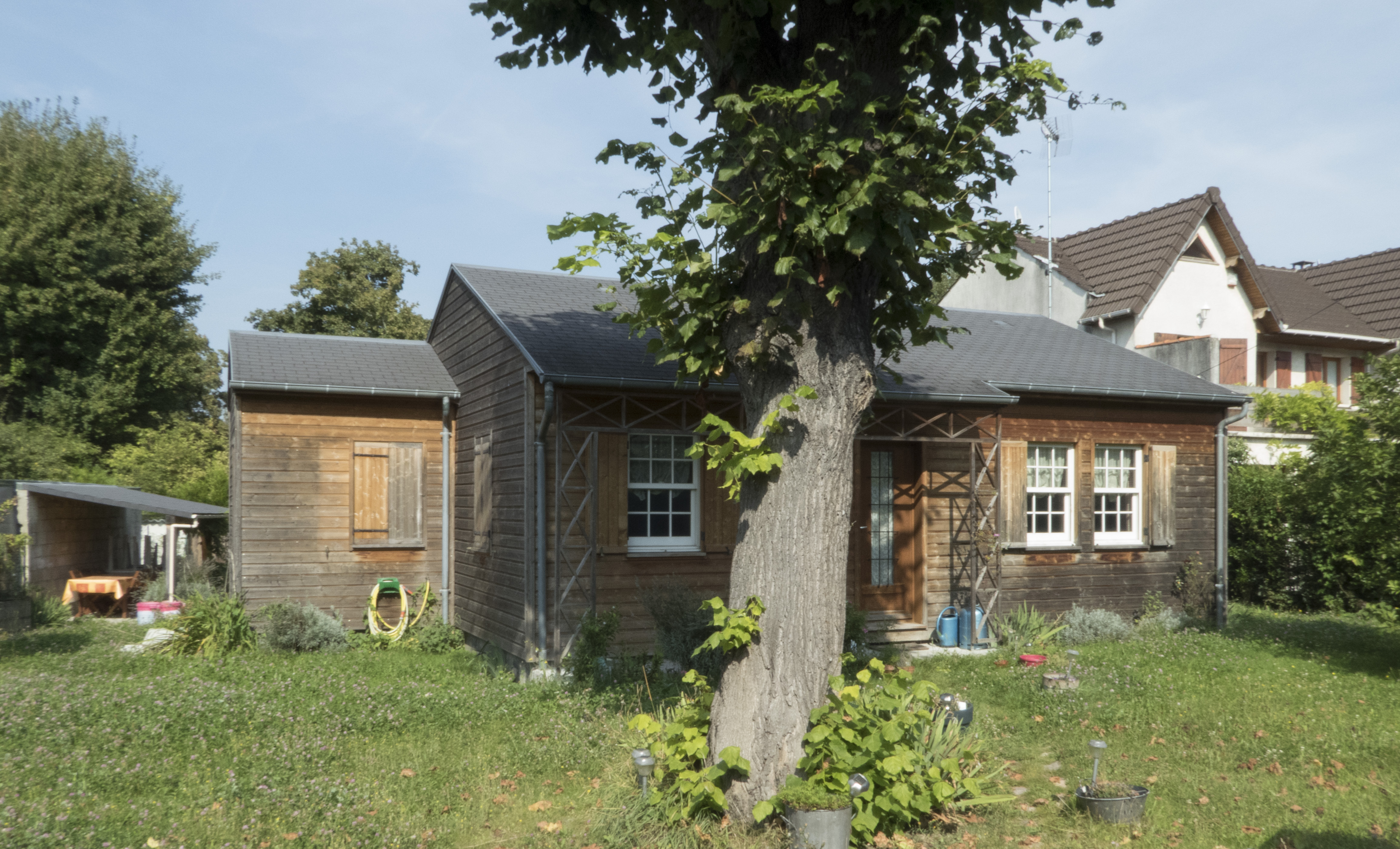
Maison Armor.
Maison Lemay.
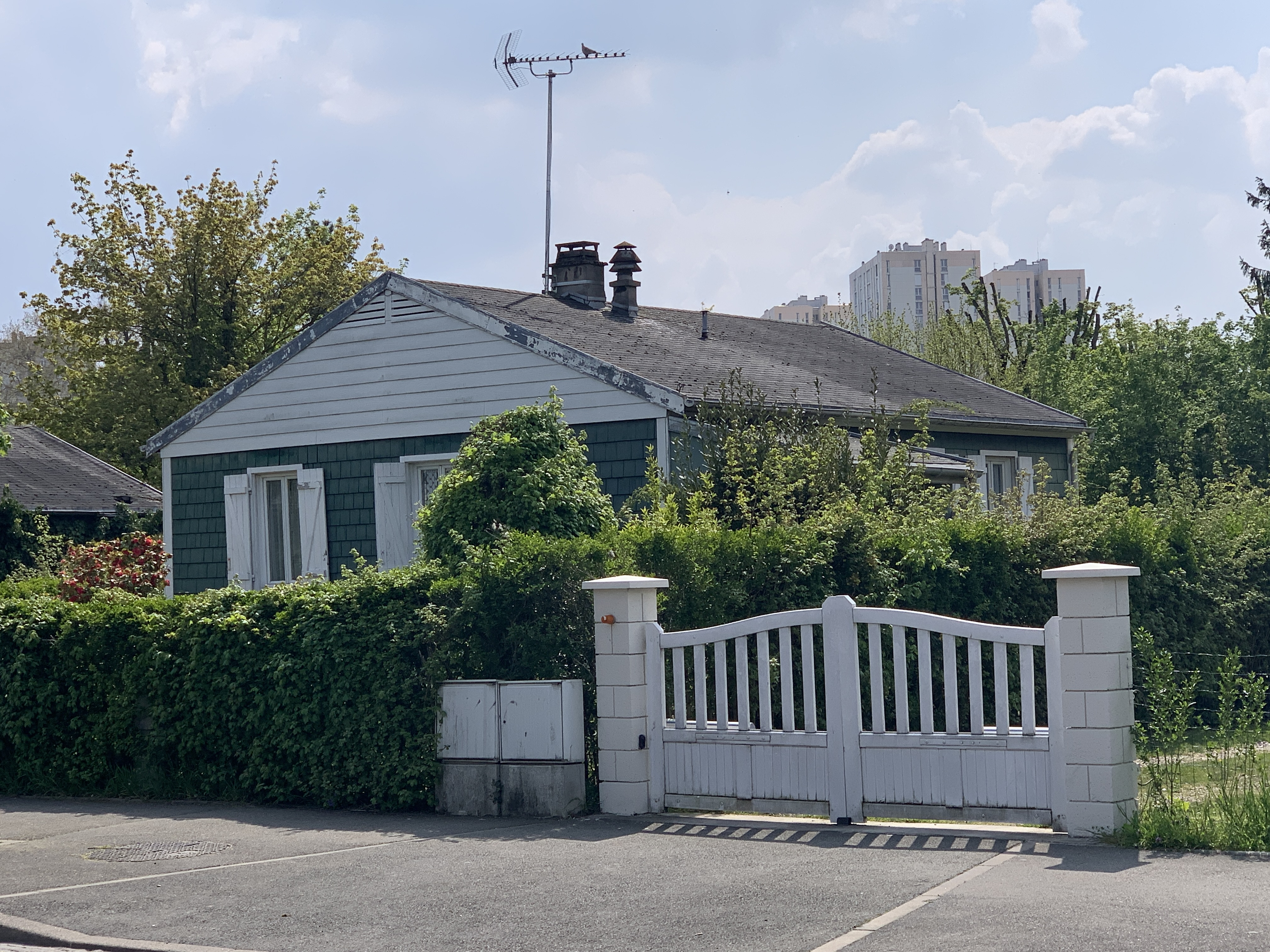
Maison T.C. King.
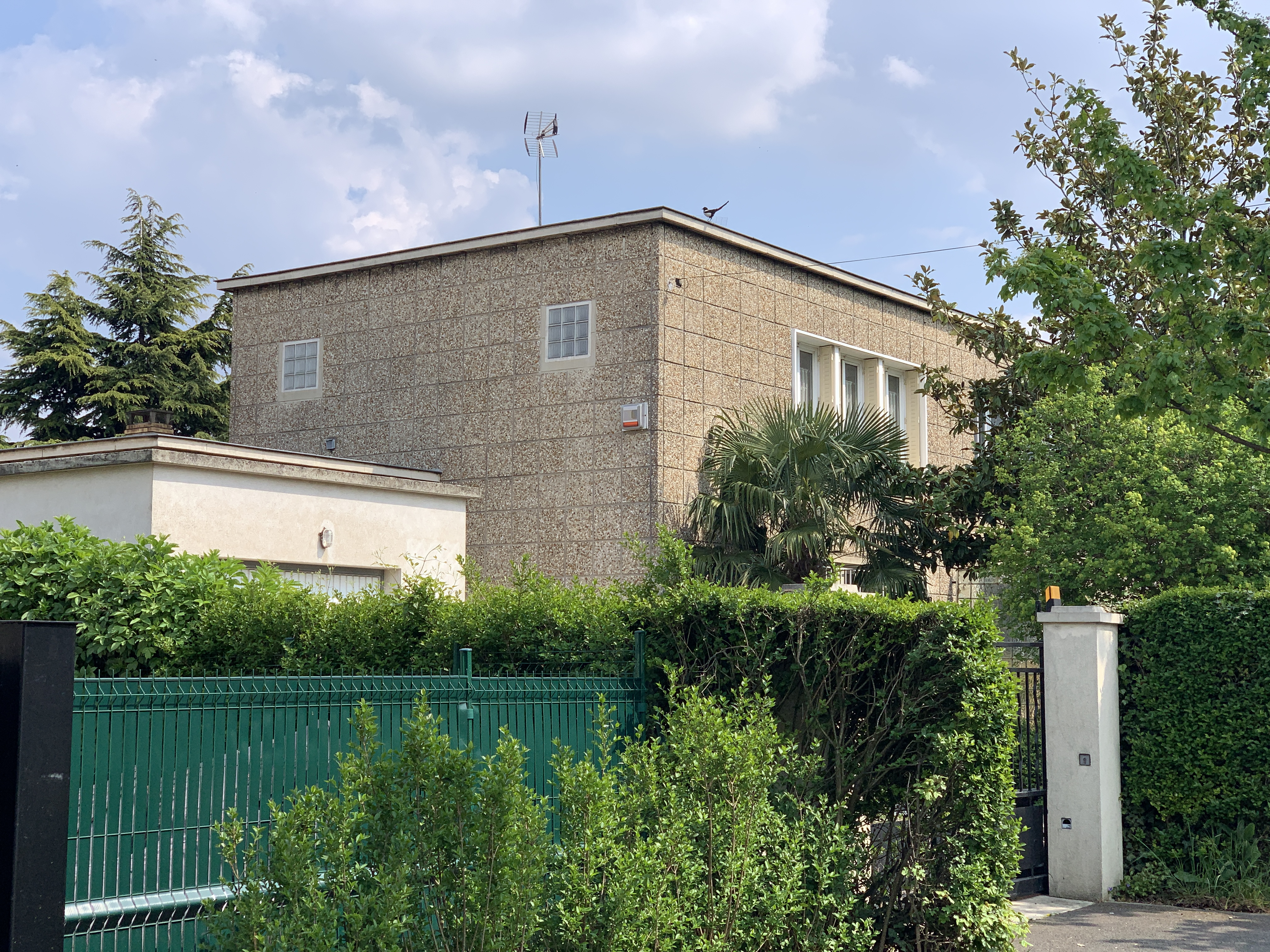
Maison Guélain.
Maison Jeep.

## Politique et administration

### Rattachements administratifs et électoraux
Rattachements administratifs
Jusqu’à la loi du 10 juillet 1964, la commune faisait partie du département de la Seine. Le redécoupage des anciens départements de la Seine et de Seine-et-Oise fait que la commune appartient désormais à la Seine-Saint-Denis et à son arrondissement de Bobigny à la suite d'un transfert administratif effectif le 1er janvier 1968.
Elle faisait partie de 1793 à 1893 du canton de Pantin, année où elle devient le chef-lieu du canton de Noisy-le-Sec de la Seine, puis, en 1967, de la Seine-Saint-*Denis. Dans le cadre du redécoupage cantonal de 2014 en France, cette circonscription administrative territoriale a disparu, et le canton n'est plus qu'une circonscription électorale.
Rattachements électoraux
Pour les élections départementales, la commune fait partie depuis 2014 du canton de Bobigny
Pour l'élection des députés, elle fait partie de la neuvième circonscription de la Seine-Saint-Denis.

### Intercommunalité

Territoire de la communauté d'agglomération Est Ensemble [Grand Paris].

À la suite des élections municipales de 2008, les villes de Bagnolet, Bobigny, Bondy, Les Lilas, Montreuil, Noisy-le-Sec, Le Pré-Saint-Gervais, Pantin et Romainville ont entamé des réflexions en vue de la création d'une communauté d'agglomération. Celle-ci, dénommée communauté d'agglomération Est Ensemble a été créée au 1er janvier 2010.
Dans le cadre de la mise en œuvre de la volonté gouvernementale de favoriser le développement du centre de l'agglomération parisienne comme pôle mondial est créée, le 1er janvier 2016, la métropole du Grand Paris (MGP), à laquelle la commune a été intégrée.
La loi portant nouvelle organisation territoriale de la République du 7 août 2015 (loi NOTRe) prévoit également la création le 1er janvier 2016 d'établissements publics territoriaux (EPT), qui regroupent l'ensemble des communes de la métropole à l'exception de Paris, et assurent des fonctions de proximité en matière de politique de la ville, d'équipements culturels, socioculturels, socio-éducatifs et sportifs, d'eau et assainissement, de gestion des déchets ménagers et d'action sociale, et exerçant également les compétences que les communes avaient transférées aux intercommunalités supprimées
La commune fait donc partie depuis le 1er janvier 2016 de l'établissement public territorial Est Ensemble, créé par un décret du 11 décembre 2016 et qui regroupe l'ensemble des communes qui faisaient partie de l'ancienne communauté d'agglomération..

### Tendances politiques et résultats
Pour les échéances électorales de 2007, Noisy-le-Sec a fait partie des 82 communes de plus de 3500 habitants ayant utilisé les machines à voter.
L'expérience aura été de courte durée. En effet, les machines à voter n'ont été utilisées que pour le 1er tour de scrutin présidentiel. Le nombre insuffisant de machines en service et leur nouveauté ont considérablement allongé l'attente des votants.
Plus d'un tiers des membres du conseil municipal ayant démissionné les 16 et 30 septembre 2010, des élections anticipées ont été convoquées les 5 et 12 décembre 2010. Au 2e tour de ces élections anticipées, la liste d'intérêt communal conduite par Laurent Rivoire (Nouveau Centre) rallié par Olivier Deleu (UMP, arrivé en 4e position au 1er tour), bat avec 54,72 % des suffrages la liste conduite par le conseiller général du canton (PCF) Gilles Garnier alliée au maire sortant (PS) Alda Pereira-Lemaître dont la liste était arrivée en 3e position du 1er tour.
Au second tour des élections municipales de 2014 dans la Seine-Saint-Denis, la liste UDI-UMP menée par le maire sortant Laurent Rivoire élu en 2010 obtient la majorité absolue des suffrages exprimés avec 5 835 voix (58,46 %, 34 conseillers municipaux élus dont 7 communautaires), devançant largement la liste FG-EELV menée par Olivier Sarrabeyrouse — qui bénéficiait de la fusion de la liste du 1er tour de Jean-Paul Lefebvre (PS) —, qui a obtenu 4 146 voix, 41,53 %, 9 élus municipaux élus dont	2 communautaires).

Lors de ce scrutin, 49,30 % des électeurs se sont abstenus.

Lors du second tour des élections municipales de 2020 dans la Seine-Saint-Denis, la liste PCF - E! - RDG menée par Olivier Sarrabeyrouse — qui bénéficiait de la fusion des listes du 1er tour menées par Anne Déo (EÉLV - LFI - G·s - PRG) et  	Corinne Bord (PS - GÉ - MDP) — obtient la majorité absolue des suffrages exprimés, avec 4 503 voix (53,67 %, 34 conseillers municipaux élus dont 1 métropolitain), devançant largement les listes menées respectivement par, : Laurent Rivoire, maire sortant (UDI - SL, 3 285 voix, 39,15 %, 8 conseillers municipaux élus) et Jean-Paul Lefèbvre (DVG, 602 voix, 7,17 %, 	1 conseiller municipal élu).
Lors de ce scrutin marqué par la pandémie de Covid-19 en France, 55,92 % des électeurs se sont abstenus.

### Liste des maires

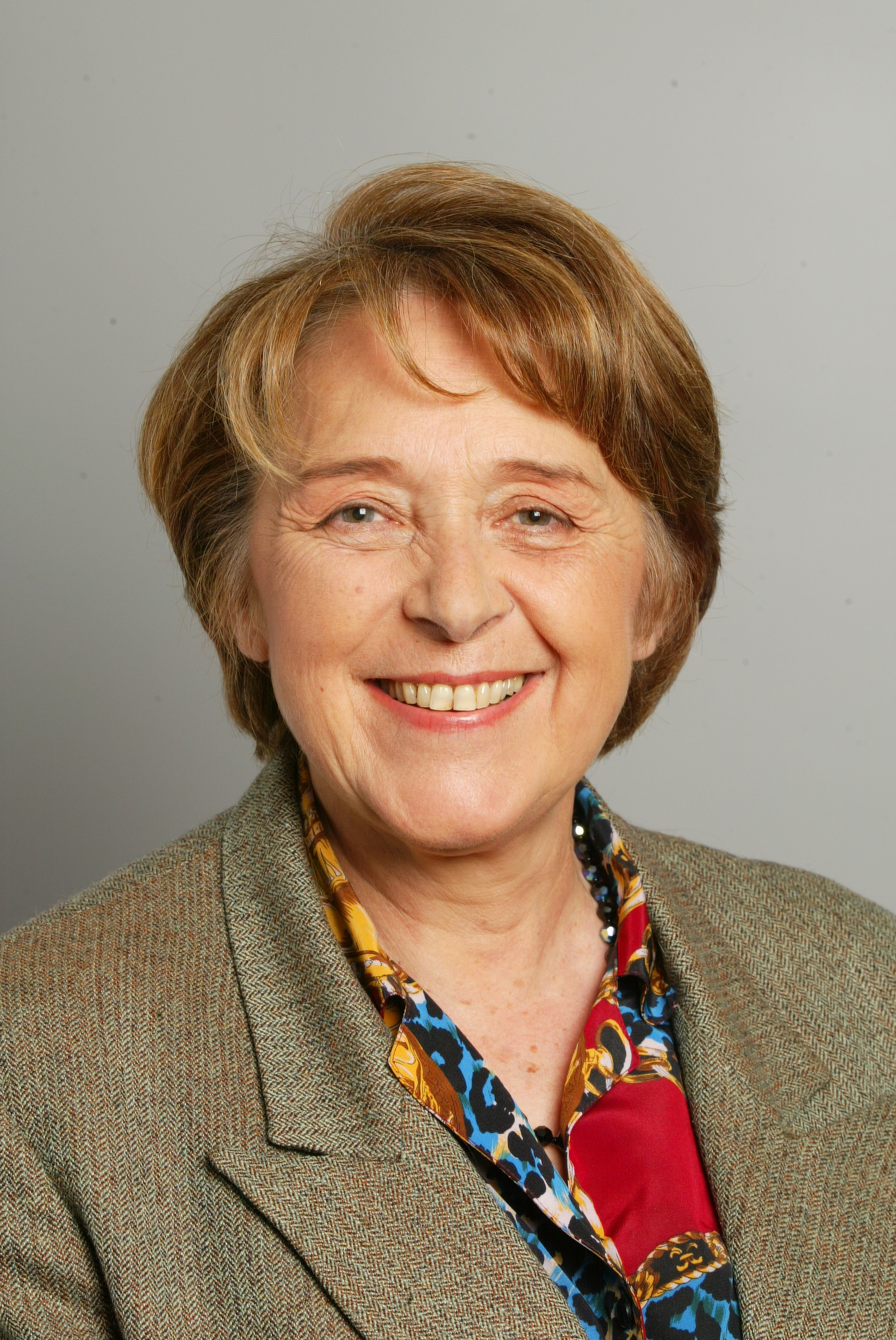
Nicole Rivoire, maire de 2003 à 2008.
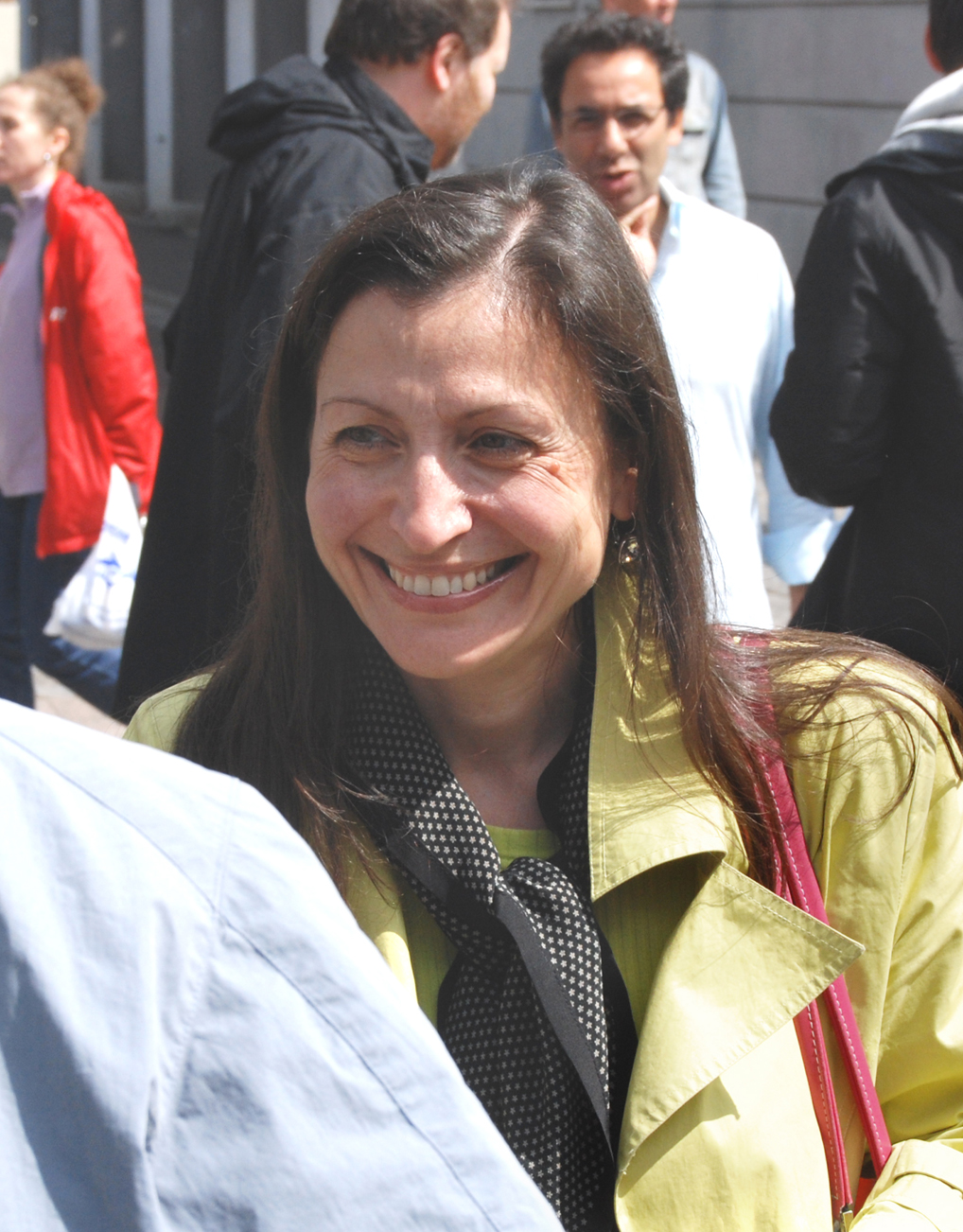
Alda Pereira-Lemaitre, maire de 2008 à 2010.
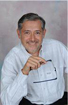
Laurent Rivoire, maire de 2010 à 2020.

### Distinctions et labels
En 2010, la commune de Noisy-le-Sec a été récompensée par le label « Ville Internet @@@@@ ».
En janvier 2011, pour sa 9e participation depuis 2002, Noisy-le-Sec a été à nouveau lauréat du label « Ville Internet @@@@@ », en se classant 24e sur les 303 villes internet récompensées cette année.

## Jumelages
- Arganda del Rey (Espagne) depuis 1983.
- Djewol (Mauritanie) depuis 1988.
- South Tyneside (Royaume-Uni) depuis 1974. Noisy-le-Sec était jumelé avec Hebburn depuis 1963, et cette ville a fusionné pour créer la commune de South Tyneside.

## Population et société

### Démographie
L'évolution du nombre d'habitants est connue à travers les recensements de la population effectués dans la commune depuis 1793. Pour les communes de plus de 10 000 habitants les recensements ont lieu chaque année à la suite d'une enquête par sondage auprès d'un échantillon d'adresses représentant 8 % de leurs logements, contrairement aux autres communes qui ont un recensement réel tous les cinq ans,.

En 2022, la commune comptait 45 915 habitants, en évolution de +5,46 % par rapport à 2016 (Seine-Saint-Denis : +4,67 %, France hors Mayotte : +2,11 %).
| 1793  | 1800  | 1806  | 1821  | 1831  | 1836  | 1841  | 1846  | 1851  |
| ----- | ----- | ----- | ----- | ----- | ----- | ----- | ----- | ----- |
| 1 272 | 1 397 | 1 455 | 1 531 | 1 773 | 1 876 | 2 363 | 1 983 | 2 010 |

| 1856  | 1861  | 1866  | 1872  | 1876  | 1881  | 1886  | 1891  | 1896  |
| ----- | ----- | ----- | ----- | ----- | ----- | ----- | ----- | ----- |
| 2 156 | 2 549 | 2 976 | 2 934 | 3 170 | 3 897 | 4 823 | 5 772 | 8 105 |

| 1901  | 1906   | 1911   | 1921   | 1926   | 1931   | 1936   | 1946   | 1954   |
| ----- | ------ | ------ | ------ | ------ | ------ | ------ | ------ | ------ |
| 9 759 | 10 836 | 13 648 | 16 306 | 18 835 | 22 332 | 22 359 | 16 340 | 22 337 |

| 1962   | 1968   | 1975   | 1982   | 1990   | 1999   | 2006   | 2011   | 2016   |
| ------ | ------ | ------ | ------ | ------ | ------ | ------ | ------ | ------ |
| 31 187 | 34 079 | 37 734 | 36 880 | 36 309 | 37 312 | 38 587 | 40 232 | 43 537 |

| 2021   | 2022   | - | - | - | - | - | - | - |
| ------ | ------ | - | - | - | - | - | - | - |
| 46 094 | 45 915 | - | - | - | - | - | - | - |

### Enseignement
La commune de Noisy-le-Sec est incluse dans l'académie de Créteil et les missions confiées par le Ministère de l'Éducation nationale sont accomplies, à l'échelle départementale, par la Direction des services départementaux de l'Éducation nationale (DSDEN) de Seine-Saint-Denis. À l'échelon local, l'administration des écoles primaires est confiée à la circonscription de Noisy-le-Sec.
La ville de Noisy-le-Sec compte 3 écoles primaires publiques :
- École Musset, 61, avenue de Bobigny
- École Jean-Renoir, 9, rue Jean Renoir
- École Sand, 20, rue Léo-Lagrange

1 école primaire privée :
- École primaire privée Sainte Croix, 55, rue Henri Barbusse

10 écoles maternelles publiques :

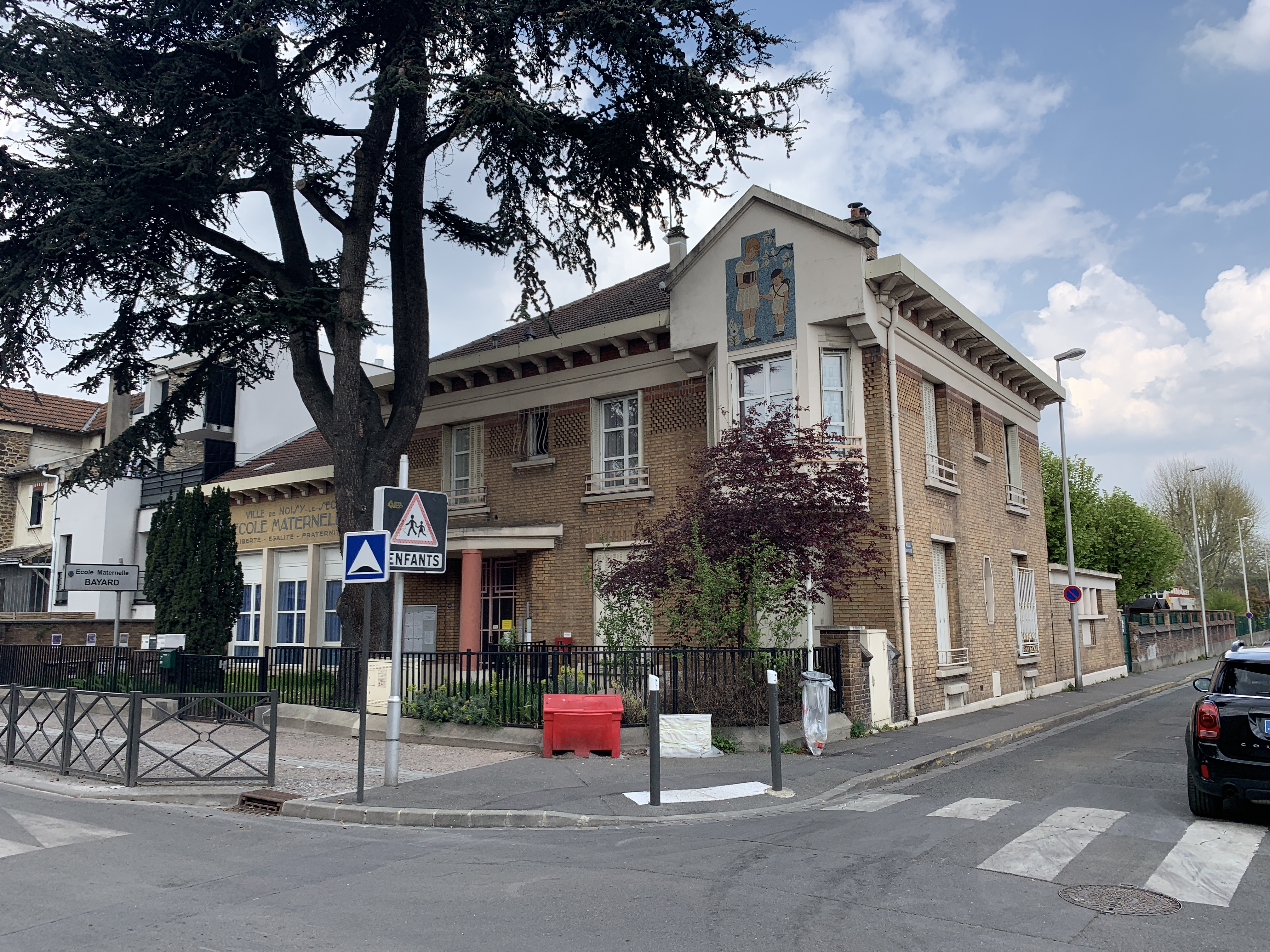
École maternelle Bayard.

- École Maternelle Anémones, 11, avenue du 11-avril-1944.
- École Maternelle Apollinaire, rue Paul-Apollinaire
- École Maternelle Bayard, 19, rue Baudin
- École Maternelle Bleuet, 11 avenue du 18-avril-1944
- École Maternelle Césaire, 1, rue des Processions
- École Maternelle Condorcet, 8, rue Pierre-Brossolette
- École Maternelle D'Estiennes-D'Orves, 125, rue Denfert-Rochereau
- École Maternelle Gambetta, 11, boulevard Gambetta
- École Maternelle Petit-Prince, 1, rue Henri-Barbusse
- École Maternelle Rimbaud, 20, rue Arthur-Rimbaud

1 école maternelle privée :
- École vivante alternative (EVA-bilingue), 99, rue Saint-Denis

8 écoles élémentaires publiques :

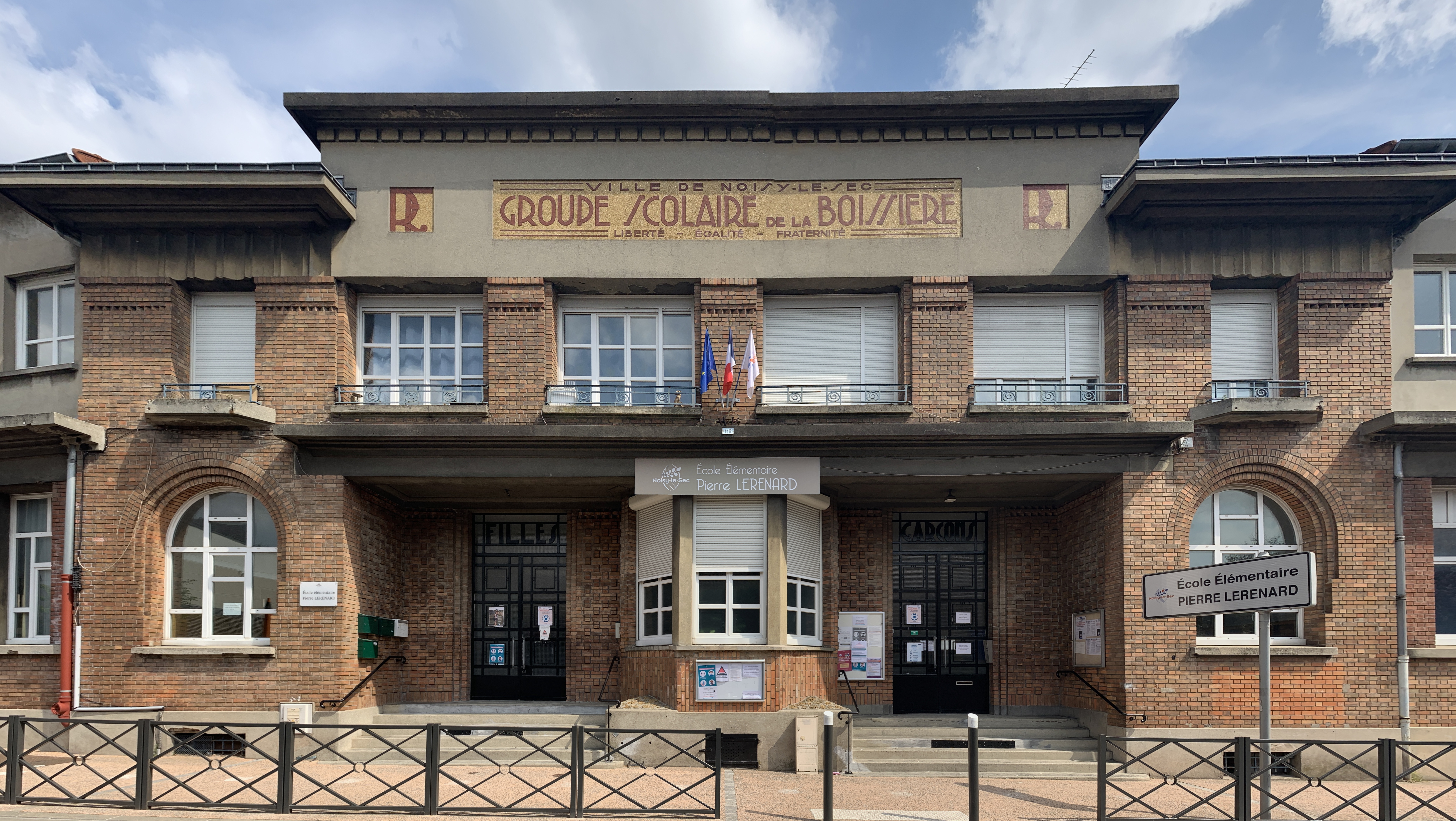
École élémentaire Pierre Lerenard.

- École élémentaire Brossolette, 14, rue Pierre-Brossolette
- École élémentaire Carnot, 11, rue Carnot
- École élémentaire Cottereau, 1, rue Cottereau
- École élémentaire D'Estienne D'Orves, 80, avenue Marceau
- École élémentaire Langevin, 11, avenue du 11-avril-1944
- École élémentaire Lerenard (Boissière), 115, rue de l'Avenir
- École élémentaire Quatremaire, 18, rue Baudin
- École élémentaire Rimbaud, 20, rue Arthur-Rimbaud

3 collèges publics :
- Collège Françoise-Héritier, 73, avenue Bobigny
- Collège Jacques-Prévert, 35, boulevard Gambetta
- Collège Olympe-de-Gouges, 3 rue de Montreuil-à-Claye
- Collège René-Cassin, 19, rue du Docteur-Charcot

2 lycées publics :
- Lycée général et technologique Olympe-de-Gouges, 3 rue de Montreuil-à-Claye.
- Lycée professionnel Théodore-Monod, 187, rue de Brément.

Depuis la rentrée 2008-2009 le lycée Olympe-de-Gouges accueille une classe préparatoire aux concours des écoles de commerce voie économique, parrainée par la fondation égalité des chances d'HEC.

### Sports
La ville comporte plusieurs installations sportives et clubs comme :
- la piscine Édouard-Herriot, où réside le Cercle des Nageurs Noiséens (CNN) ;
- le gymnase Paul-Langevin, où résident le Handball Club Noiséen et le Smash Club Noiséen ;
- le gymnase Jean-François-Visinoni, où résident le Basket-Ball Association Noiséenne et le Smash Club Noiséen ;
- le stade Salvador-Allende, où résident l'Olympique Noisy-le-Sec Banlieue 93 et le Noisy-le-Sec Athlétisme ;
- le stade Huvier, où résident le Rugby Club Noiséen et le Iznogood Ultimate Club.

## Économie

### Revenus de la population et fiscalité
En 2010, le revenu fiscal médian par ménage était de 25 815 €, ce qui plaçait Noisy-le-Sec au 21870e rang parmi les 31 525 communes de plus de 39 ménages en métropole.
En 2013, la part des ménages fiscaux imposés était de 59,8 %.

### Emploi
Le taux de chômage, en 2013, pour la commune s'élève à 21,6 %, un chiffre supérieur à la moyenne départementale (18,5 %).

### Entreprises et commerces
Cette section ne s'appuie pas, ou pas assez, sur des sources secondaires ou tertiaires indépendantes du sujet. Le texte peut contenir des analyses inexactes ou inédites de sources primaires.
Pour l'améliorer, ajoutez-en, ou placez des modèles {{Source secondaire souhaitée}} ou {{Source secondaire nécessaire}} sur les passages mal sourcés. (juin 2024)
Noisy-le-Sec a reçu en 2002 et 2003, 2004, le label « Ville Internet », puis en 2005 le label internet 4 @@@@, la plaçant dans le groupe des 10 meilleurs sites du territoire. En décembre 2006, la Ville est à nouveau récompensée avec le label Ville-internet 4 @@@@ et obtient la mention Ville-libre pour son utilisation et son développement de logiciels libres. En décembre 2007, la ville est confirmée dans sa place de leader des villes-internet avec à nouveau 4 @@@@, le jury a particulièrement été sensible aux efforts de la municipalité pour l'installation d'internet dans les écoles élémentaires de la ville. En 2010, elle a également reçu le label Ville internet @@@@@, confirmant l'ancrage de la ville en matière de développement de l'internet citoyen.

## Culture locale et patrimoine

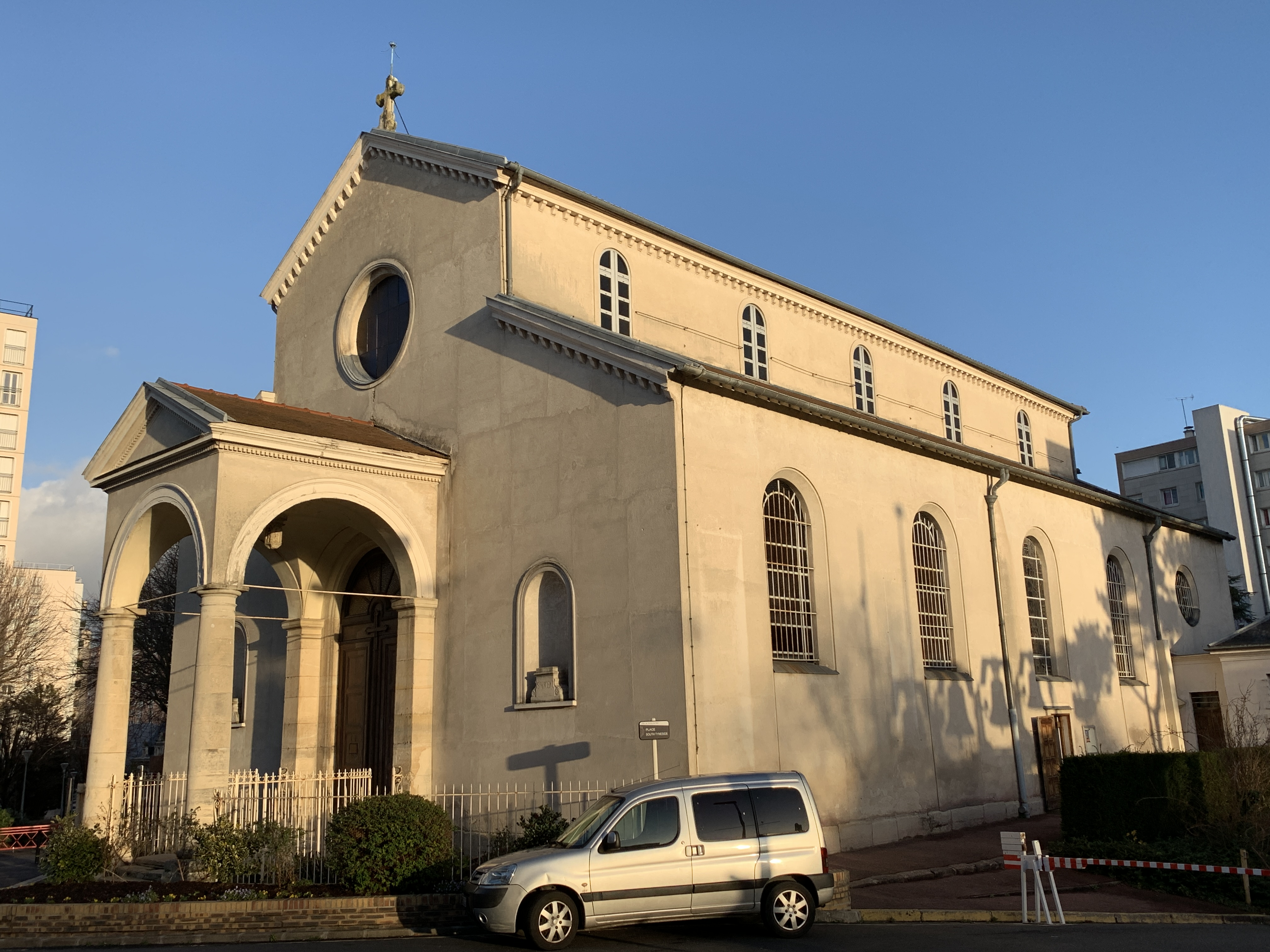
Église Saint-Étienne Anciennes cloches de l'église Saint-Étienne, situées avenue Hoche.

### Lieux et monuments
- L'église Saint-Étienne a été construite en 1823 par Auguste Guenepin sur l'emplacement d'édifices antérieurs. Elle conserve une clé de voute de l'église précédente du XVIe siècle, placée sur le porche de l'église. Une peinture d'Auguste-François Perrodin de 1886, consacré au martyre de saint Étienne, orne le chœur de l'église. Son clocher ayant été détruit à la suite du bombardement d'avril 1944, les 4 cloches, Éléonore, Étiennette, Marie-Annonciade et Antonine, datant de 1830 à 1866, sont déposées sur le tertre de gazon à côté de l'église.
- L'église Saint-Jean-Baptiste, datant de 1929[73]
- La Chapelle du Saint-Esprit, quartier du Londeau, rue Charles-Baudelaire
- La Fontaine des Cultivateurs, édifiée avenue de Rosny au début du XXe siècle par le syndicat des cultivateurs de Noisy-le-Sec.
- La Corniche des forts : ce futur parc urbain de la région d'Île-de-France, inscrite au contrat de plan 2000-2006, prévoit l'aménagement d'un parc urbain de 64 hectares situé sur les communes de Pantin, Les Lilas, Noisy-le-Sec et principalement de Romainville. Situé sur d'anciennes carrières de gypse, ce projet proposera des activités de loisirs culturels et sportifs, et permettra notamment la création d'un cheminement est-ouest de 2,8 km destiné aux piétons et aux vélos, qui permettra un panorama sur Paris et deviendra la promenade principale de la base. Les abords du château de Romainville seront réaménagés, et la folie de Pantin, devrait être réhabilitée. Les jardins ouvriers seront déplacés. Une première phase devrait être ouverte au public fin 2009, comprenant Une partie du « Cheminement Est-Ouest », les abords du château de Romainville et 50 parcelles de jardins familiaux. Ce parc sera géré par un syndicat mixte regroupant le département et les villes concernées[74].  - Parc de la Corniche des Forts.

Parc de la Corniche des Forts.
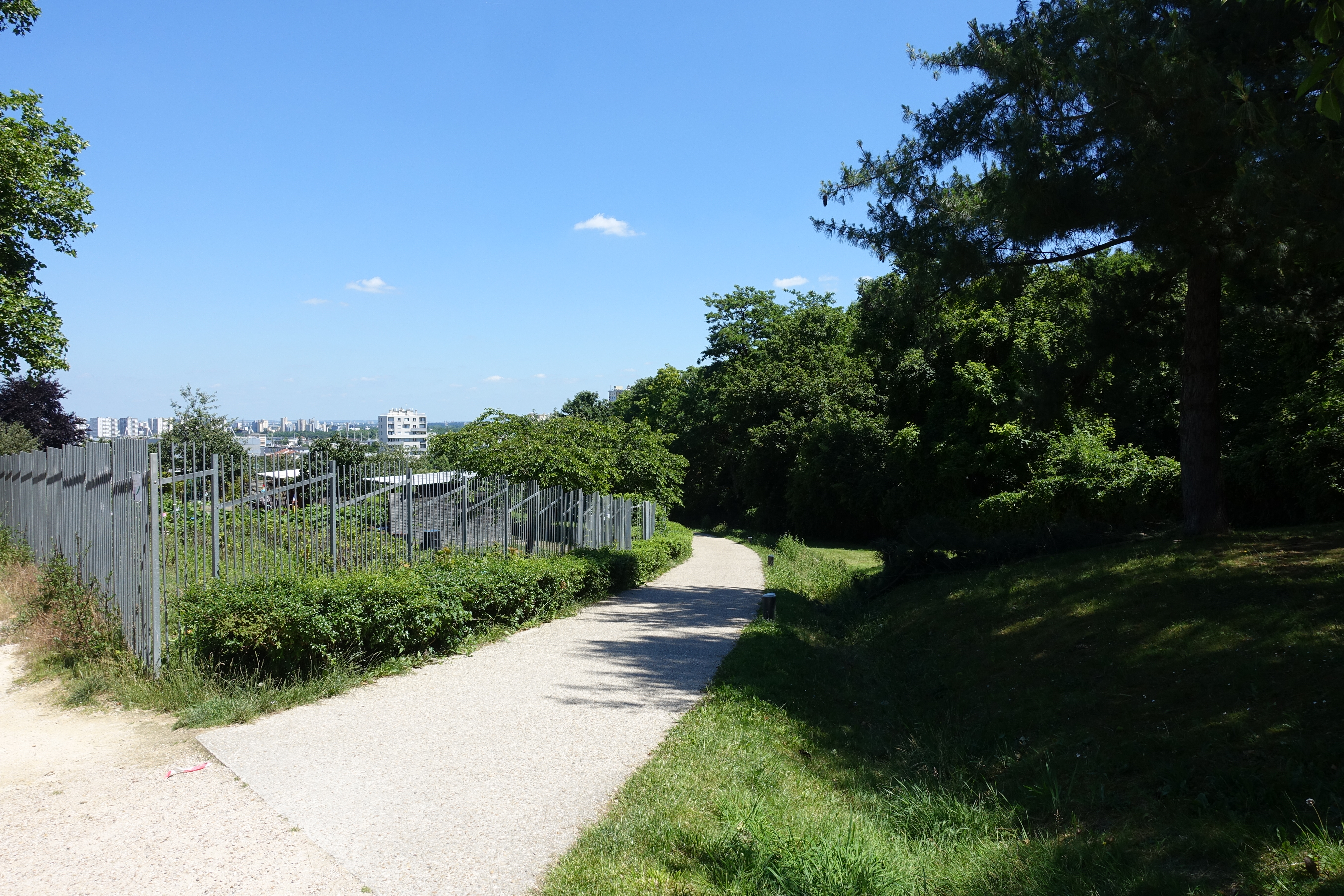
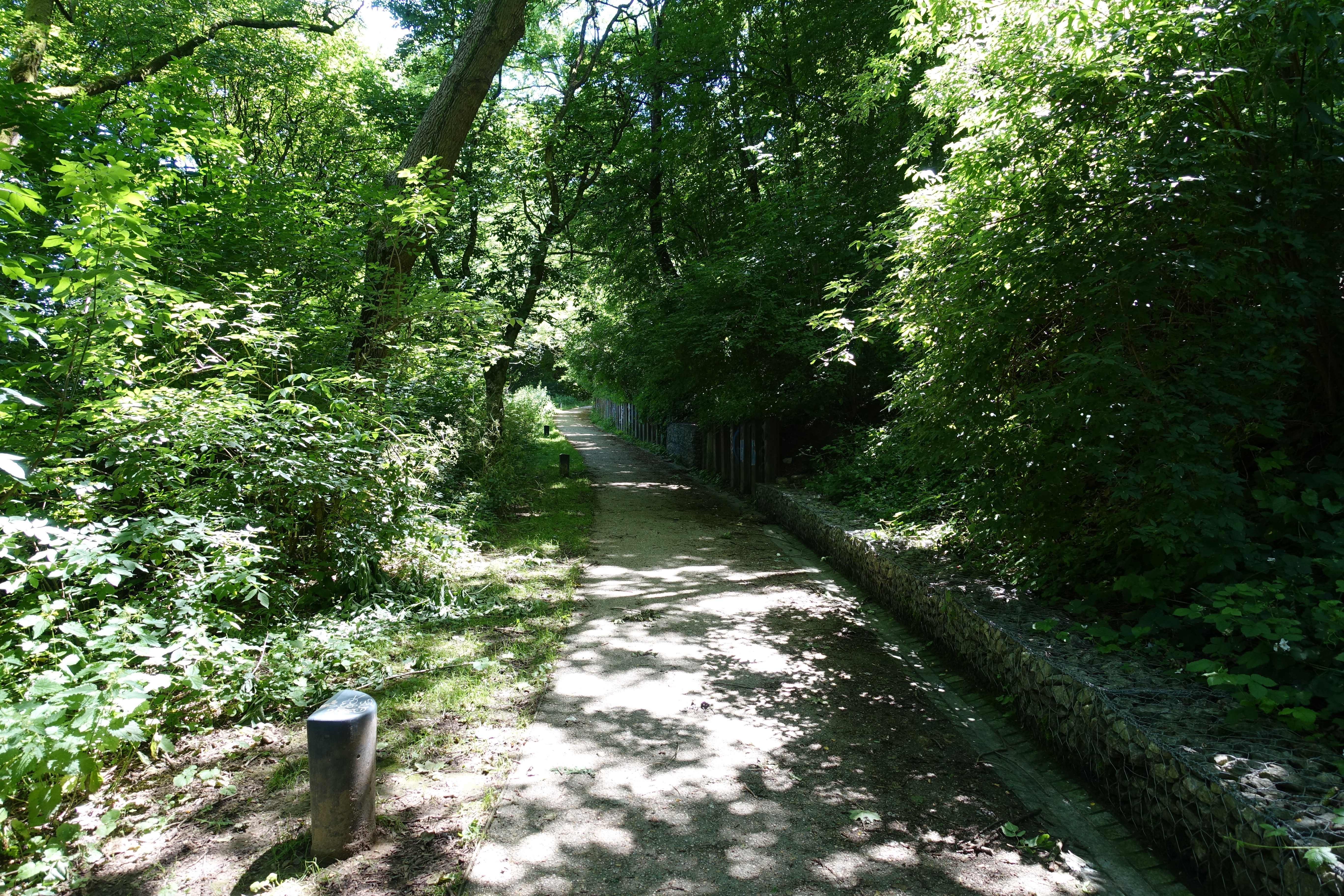
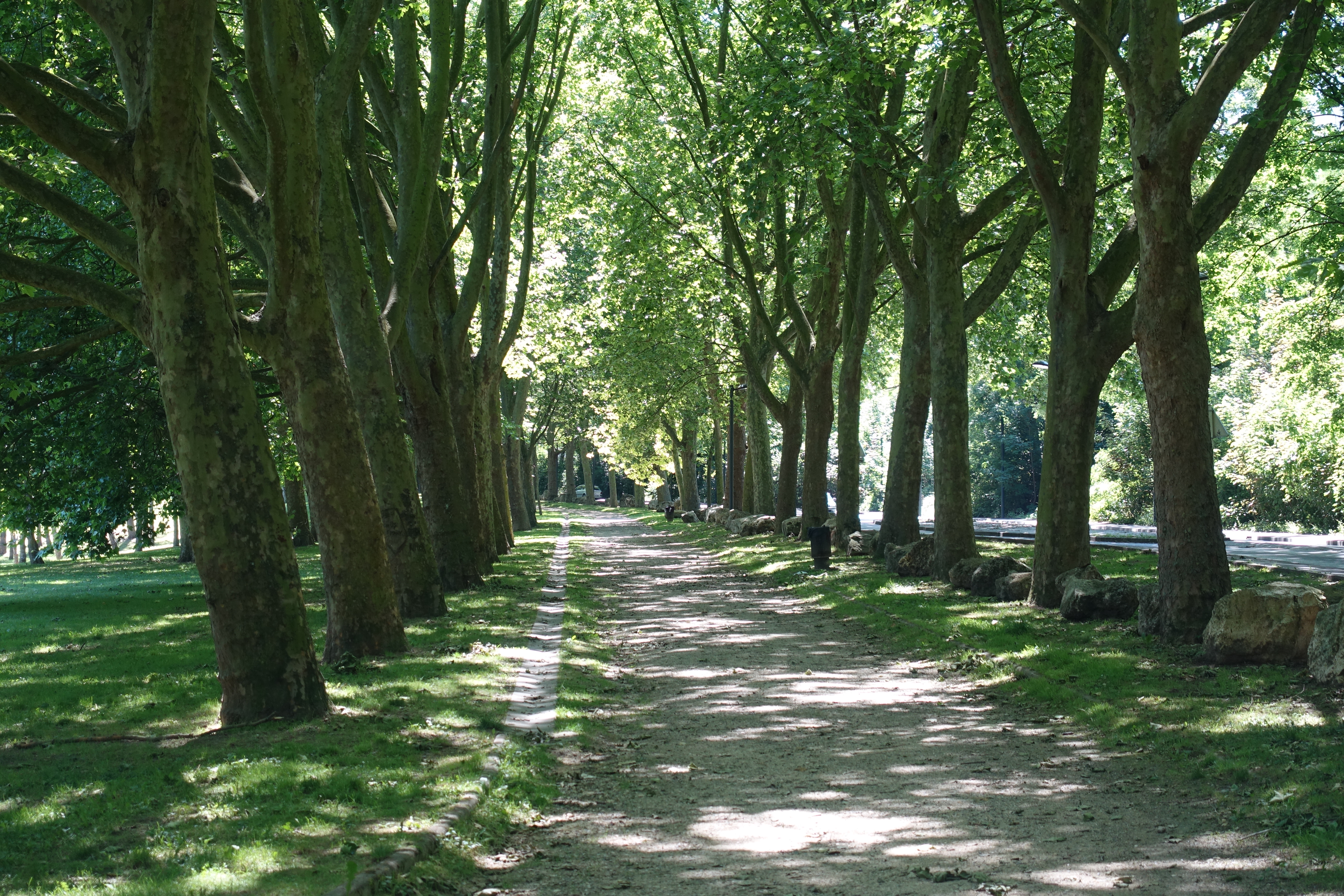

La ville de Noisy-le-Sec dispose de deux cimetières : l'ancien cimetière et le nouveau cimetière.

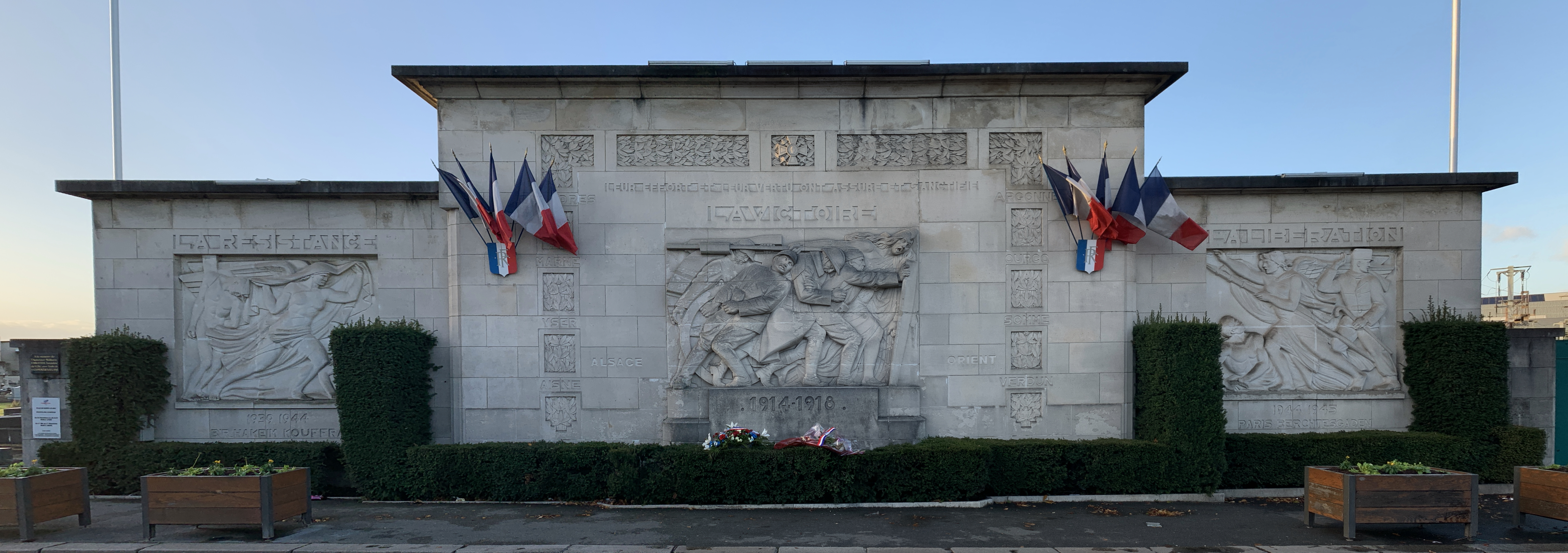
Monument aux Morts.

### Équipements culturels
- La Galerie, centre d'art contemporain. La Galerie occupe l'ancienne demeure du notaire de Noisy-le-Sec, un bâtiment de style éclectique construit dans les années 1880 par l'architecte Charles Barrois (1863-1929). Le bâtiment échappe aux destructions liées au bombardement de Noisy-le-Sec en avril 1944, et abrite après-guerre la bibliothèque et le conservatoire de musique. À la fin des années 1990, sous l'impulsion du maire Jean-Louis Mons, au moment où le centre-ville de Noisy-le-Sec se voit doté d'équipements culturels modernes (médiathèque Roger-Gouhier, Théâtre des Bergeries), le bâtiment est affecté à un centre d'art contemporain qui est inauguré le 20 mars 1999. Rachetée par la ville de Noisy-le-Sec en 1913, cette villa est transformée en hôpital militaire pendant la Première Guerre mondiale. Hélène Chouteau (1999-2005), Marianne Lanavère (2005-2012), Émilie Renard (2012-2018)[77] et Marc Bembekoff (depuis 2019)[78] se sont succédé à sa direction artistique. La Galerie obtient le label de centre d'art d'intérêt national en juin 2021[79].
- Médiathèque Roger-Gouhier, 3, rue Jean-Jaurès.
- Théâtre des Bergeries, 5, rue Jean-Jaurès.
- Ancien conservatoire agréé de Musique et de Danse, 63, rue Jean-Jaurès.
- Conservatoire agréé de Musique et de Danse Lili et Nadia Boulanger, 41, rue Saint-Denis.
- Cinéma Le Trianon, place Carnot à Romainville, racheté par les communes de Romainville et Noisy-le-Sec en 1984 et géré par un syndicat intercommunal, puis depuis le 1er janvier 2013 par la communauté d'agglomération Est Ensemble.

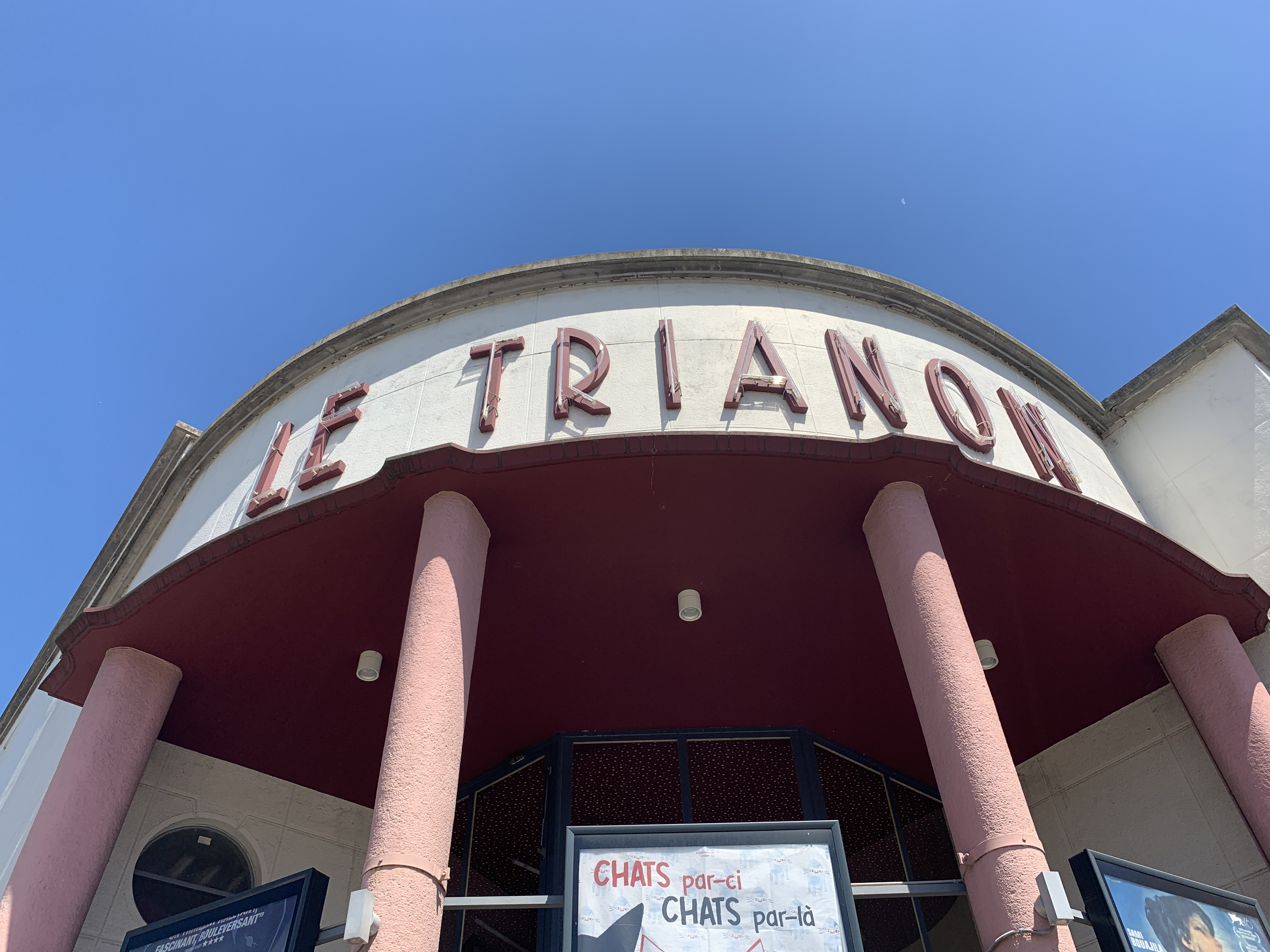
Partie de la façade du Trianon.
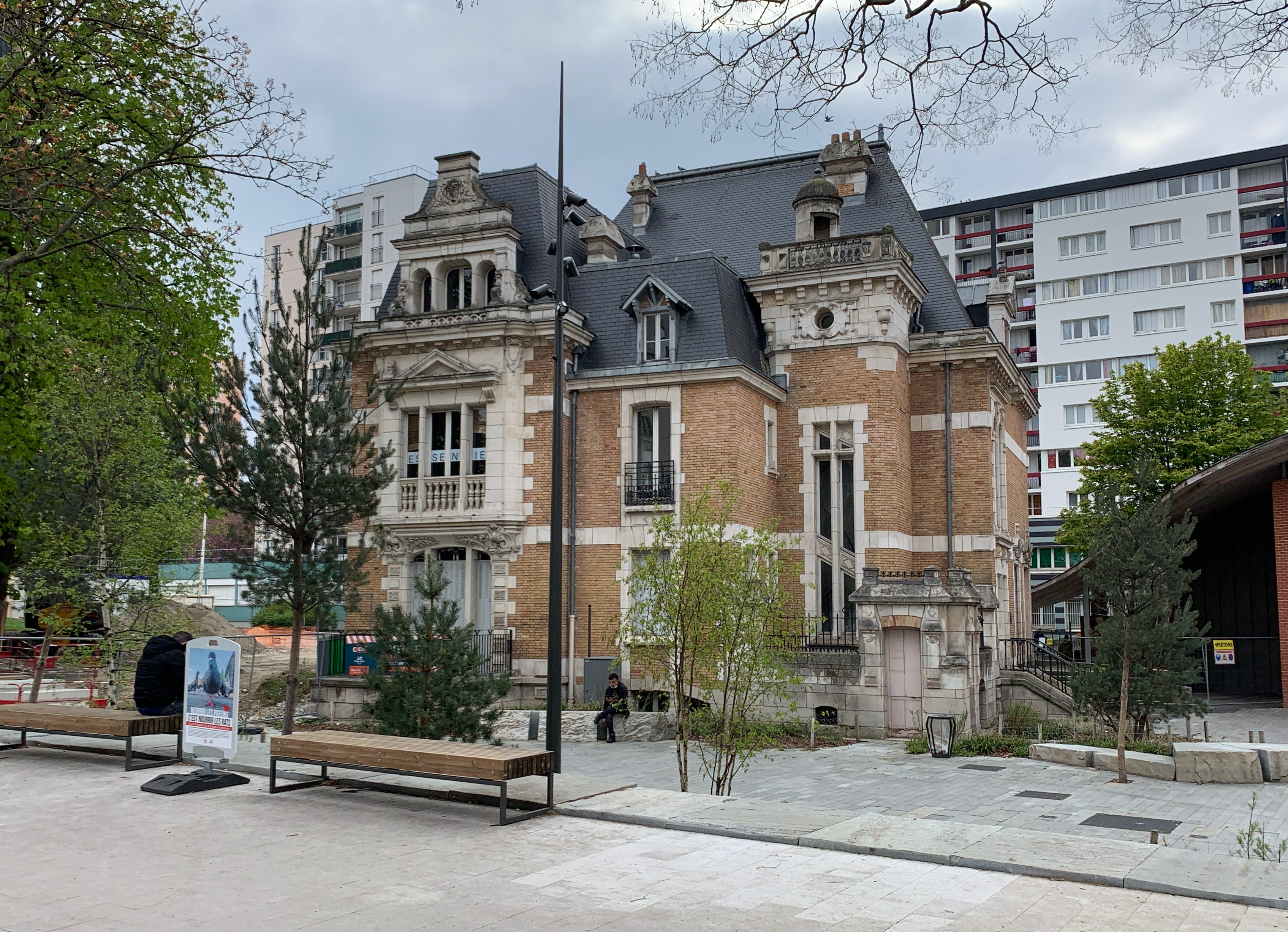
La Galerie, centre d'art contemporain.

### Personnalités liées à la commune
- L'acteur de doublage Serge Bourrier (1931-2017) est né dans cette ville.
- Le Grand maître d'artillerie Jean Bureau seigneur de Noisy le Sec qui, sous Charles VII, en utilisant massivement l'artillerie pour la première fois en Occident, a remporté la victoire contre les Anglais à la bataille de Castillon, mettant ainsi un terme à la guerre de Cent Ans.
- L'avocat Nicolas Tripier (1765-1840), conseiller juridique de Louis-Philippe, y possédait un château et des terres. Il a été maire de Noisy-le-Sec de 1819 à 1829.
- Albin Lermusiaux (1874-1940), athlète spécialiste du demi-fond, médaillé aux premiers jeux olympiques modernes en 1896, est né à Noisy-le-Sec.
- Jean Delphy (1887-1961), zoologiste, entomologiste et spécialiste de la faune marine française, est né à Noisy-le-Sec le 29 janvier 1887.
- L'acteur Jean Daurand (L'inspecteur Dupuy des Cinq Dernières Minutes) résidait à Noisy le Sec.
- Le footballeur Sébastien Corchia est né et a grandi dans la ville.
- L'orientaliste Alexandre Chodzko y est mort.
- Le chimiste Henri Moissan, prix Nobel de chimie en 1906, découvreur du fluor qui y séjourna. Une rue de la ville honore sa mémoire.
- L'acteur Michel Simon a possédé une villa.
- Le réalisateur Jean Delannoy, né à Noisy-le-sec.
- Le sculpteur Achiam a vécu à Noisy-le-Sec de 1971 à 1980.
- Le chanteur et acteur Eddy Mitchell a habité la ville chez sa mère avant son mariage avec Françoise Lavit en 1961.
- L'ancienne ministre Élisabeth Guigou, ancienne adjointe au maire de Noisy-le-Sec (mandat 2008-2010).
- Le président de Mondial Assistance Alain Demlssy
- Le chanteur MC Solaar enregistre une cassette démo de trois titres dans le sous-sol d'un laboratoire de chimie à Noisy-le-Sec. Cette cassette contenant les premières moutures de Caroline, Quartier Nord et Bouge de là.
- L'entraîneur de football de l'Olympique Noisy-le-Sec Banlieue 93, Nacer Sandjak, est ancien footballeur et ancien sélectionneur de l'Équipe d'Algérie de football.
- Le chanteur Sanseverino.
- Le groupe de hip-hop La Caution.
- La chanteuse Pauline Croze.
- L'actrice Vanessa Demouy.
- Le militant politique et antiraciste Nasser Ramdane Ferradj (1972-2021).
- Plusieurs membres du groupe de hip-hop Saïan Supa Crew.
- Le footballeur Boubakary Soumaré, jouant à Leicester City.
- Le footballeur Hassoun Camara, jouant à l'Impact de Montréal.
- Le footballeur Tongo Doumbia, jouant au Al-Aïn Club (Émirats arabes unis).
- Le vainqueur de la sixième saison de Star Academy Cyril Cinélu.
- Le dessinateur, chroniqueur et journaliste Siné.
- L'accordéoniste Danielle Pauly.
- L'écrivain et musicien Étienne Liebig.
- Le rappeur et chanteur Féfé.
- Le chroniqueur et journaliste Mouloud Achour.
- Le coureur cycliste Kévin Ledanois.
- La Judokate Amandine Buchard.
- Le braqueur Mohamed Amimer

### Héraldique
| Armes de Noisy-le-Sec | Adoptées en 1942 sous l'administration de Vichy, les armes de la commune de Noisy-le-Sec se blasonnent ainsi : D'azur à deux épis en sautoir accompagné de trois noix, l'une en chef, et les deux autres aux flancs, et en pointe d'une grappe de raisin tigée et feuillée, le tout d'argent. |

## Pour approfondir